# Mima
Mima (Japans: 美馬市, Mima-shi) is een Japanse stad die vrij centraal ligt in de prefectuur Tokushima (徳島県, Tokushima-ken) op het eiland Shikoku (四国), het vierde hoofdeiland van Japan. Enkele andere gemeentes die aan de stad Mima grenzen zijn de stad Takamatsu (高松市, Takamatsu-shi) in het noorden, de stad Yoshinogawa (吉野川市, Yoshinogawa-shi) in het oosten, het dorp Naka (那賀町, Naka-chō) in het zuiden en de stad Miyoshi (三好市, Miyoshi-shi) in het westen.

## Geografie

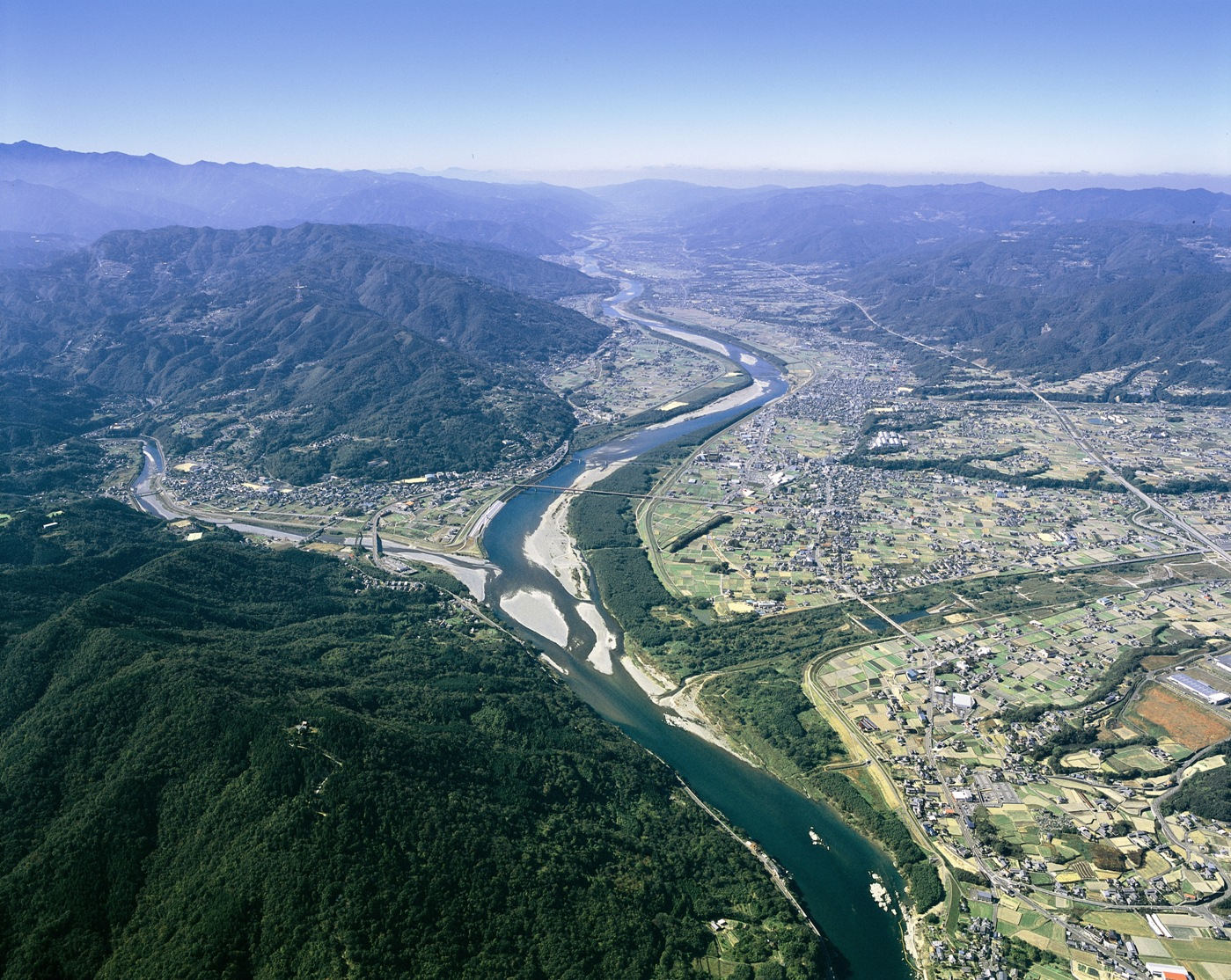
De rivieren de Yoshino (midden), de Anabuki (links) en de Sōedani (rechts)

Begrensd door het Sanukigebergte (讃岐山脈, Sanuki Sanmyaku) in het noorden en het Shikoku Berg District (四国山地, Shikoku Sanchi) in het zuiden bestaat Mima voor ongeveer 80% uit bos. De totale oppervlakte van Mima bedraagt 367,38 km² , waarvan slechts 20,7% (76,22 km²) bewoonbaar is. De rivier de Yoshino (吉野川, Yoshino-gawa), de langste rivier van Shikoku met een lengte van 194 km, stroomt in oostelijke richting dwars door het noorden van de stad. Enkele rivieren die in Mima samenkomen met de Yoshino zijn de Anabuki (穴吹川, Anabuki-gawa), de Sōedani (曽江谷川, Sōedani-gawa) en de Ōtani (大谷川, Ōtani-gawa). Aan weerskanten van rivier de Yoshino bevinden zich open vlaktes.

## Geschiedenis

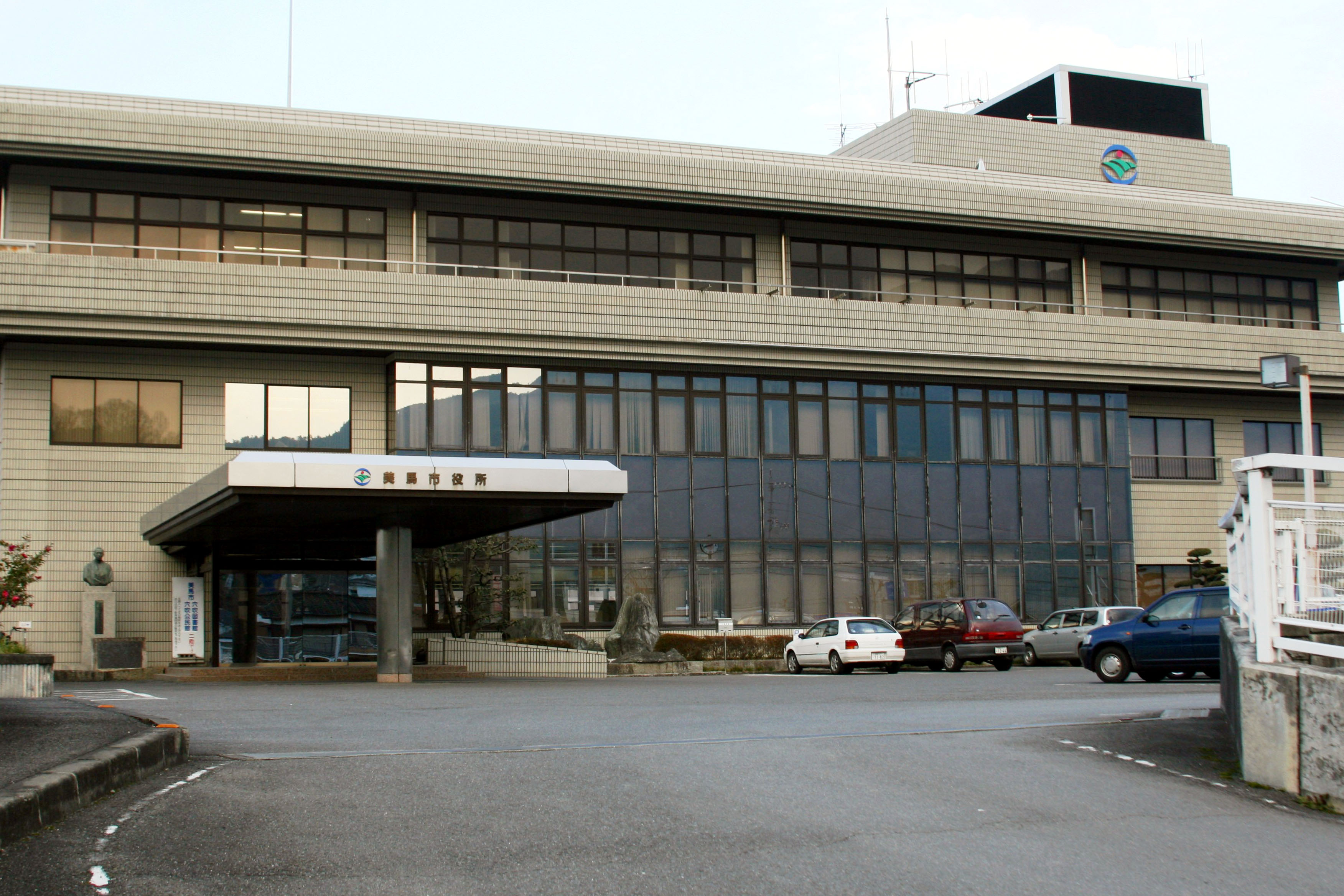
Het stadhuis van Mima

De stad Mima (美馬市、Mima-shi; achtervoegsel -shi betekent stad) bestaat uit vier voormalige dorpen die op 1 maart 2005 fuseerden tot het huidige Mima. Dit waren de dorpen Mima-chō (美馬町) in het westen, Wakimachi (脇町) in het noorden, Anabuki-chō (穴吹町) in het centrum, en Koyadaira-son (木屋平村) in het Zuiden. Deze fusie was absoluut noodzakelijk teneinde een kostenbesparing op het lokale ambtenarenapparaat en overheidsvoorzieningen te realiseren, aangezien veel werkende en (lokale-) belasting betalende jongeren richting grote steden als Kobe, Ōsaka en Kioto waren getrokken, waardoor de dorpen vergrijsd en verarmd achterbleven. Echter in de Edo periode (1603-1867) waren deze dorpen zeer welvarend, en met name Wakimachi speelde een belangrijke rol als lokaal handelscentrum van indigo uit de regio Awa (阿波, Awa is de oude naam van de provincie Tokushima).

## Bevolkingsopbouw
Op 1 juli 2012 telde de stad Mima 32.150 inwoners (verdeeld over 12.889 huishoudens) bestaande uit 15.371 mannen en 16.779 vrouwen. De bevolkingsdichtheid van Mima kwam hiermee terecht op 87,51 personen per vierkante kilometer.

## Historische locaties

### Graftombes in de wijk Dan

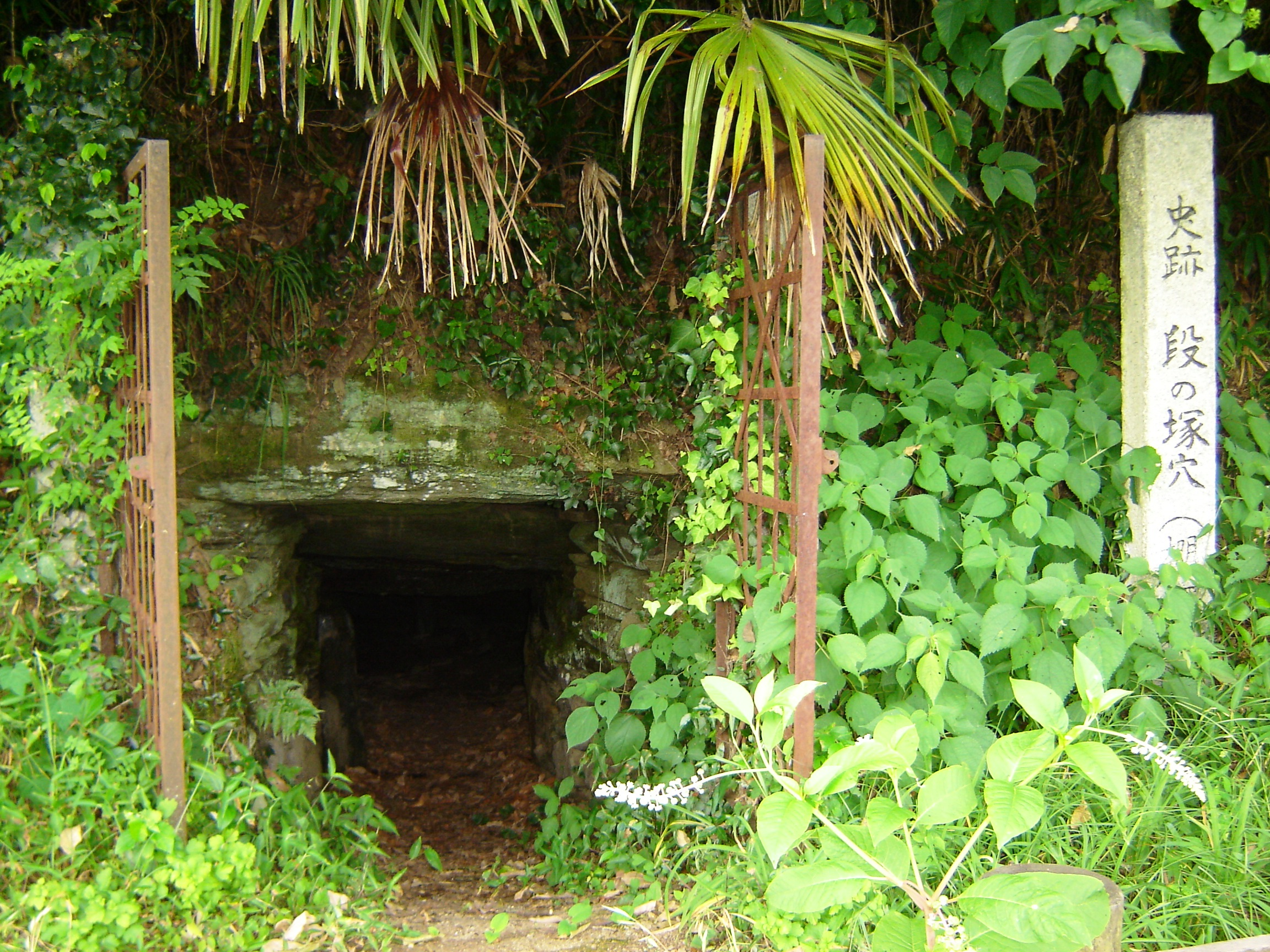
Tana-tsuka graftombe in de wijk Dan

(段の塚穴, Dan-no-Tsukaana) In de wijk Dan bevinden zich twee graftombes die dateren uit de 6e of 7e eeuw na Chr., met andere woorden uit het einde van de Japanse Kofunperiode (±250-±700). Elke van deze graftombes bestaat uit een ronde stenen kamer aan het eind van een horizontale stenen tunnel (横穴式石室, Ōketsushiki Ishimuro) die zich bevindt in een aarden grafheuvel (古墳, Kofun). De oostelijke graftombe heet “Taiko-tsuka” （太鼓塚), de westelijke (en kleinere) graftombe heet “Tana-tsuka” (棚塚)). Omdat deze twee graftombes, door de Japanse regering, als de mooiste van hun soort in de prefectuur Tokushima werden gezien, kregen ze in 1942 de status van “Nationaal Erkende Historische Locatie” (国指定史跡、Kuni-shitei Shiseki).
- Taiko-tsuka grafheuvel: = 37 m (L) × 33 m (B) × 10 m (H); Lengte tunnel + kamer = 13,1 m
- Tana-tsuka grafheuvel: 20 m (L) × 20 m (B) × 7 m (H); Lengte tunnel + kamer = 9,2 m

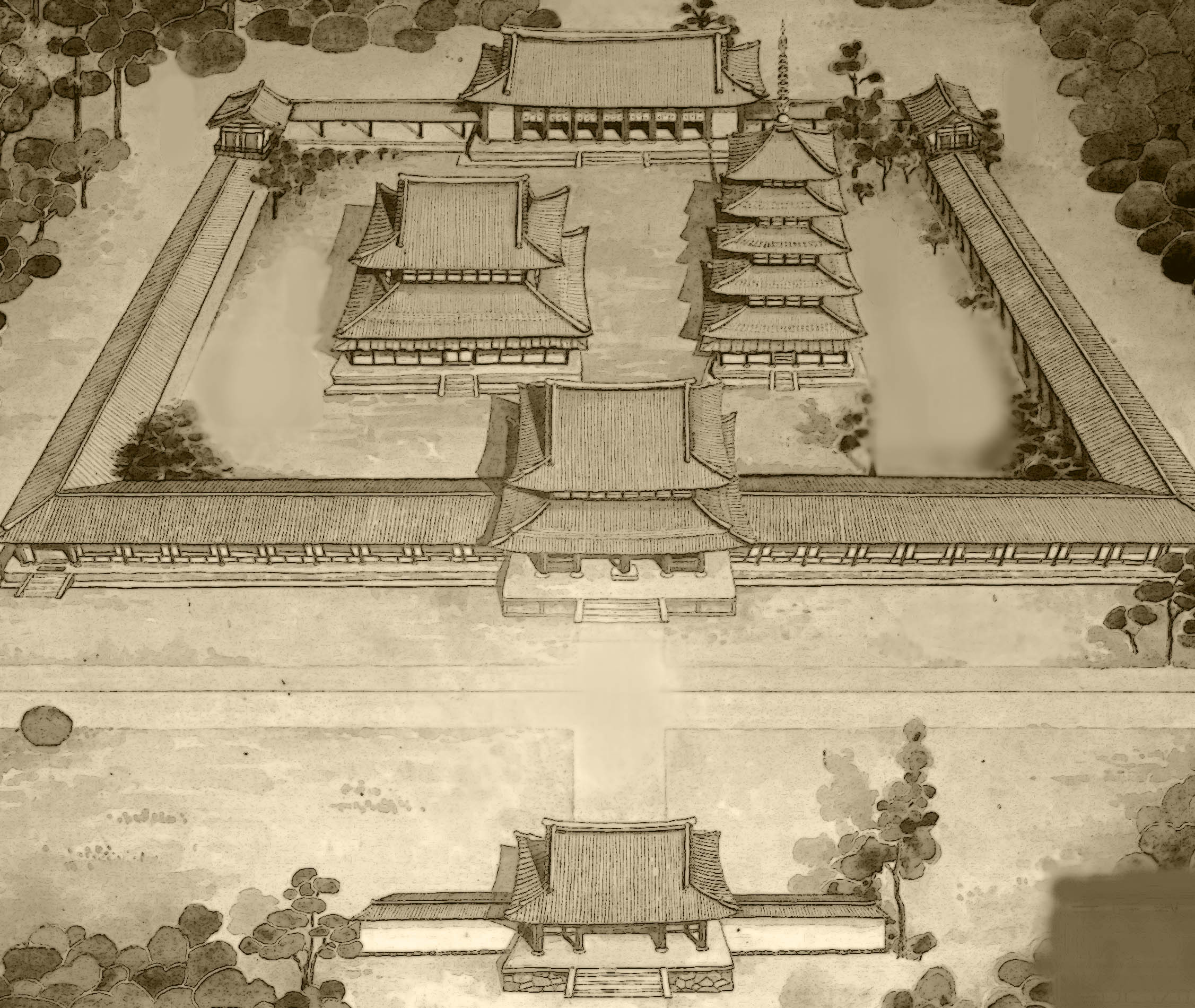
Tempeloverblijfselen in de wijk Kōzato (tekening)

### Tempeloverblijfselen in de wijk Kōzato
(郡里廃寺跡, Kōzato-Haiji-no-Ato) Tijdens opgravingen die plaatsvonden in de wijk Kōzato (郡里) in 1967-1968 werden de overblijfselen ontdekt van de oudst bekende boeddhistische tempel van de prefectuur Tokushima. Dit was de Ryūkō Tempel (立光寺, Ryūkō-ji), een uitgebreid tempelcomplex dat meer dan 1.300 jaar geleden in de Hakuhō periode (midden 7e - begin 8e eeuw) was gebouwd, en dat bestond uit zeven gebouwen (waaronder een pagode, een centrale hal en een zuidelijke toegangspoort) op een oppervlakte van 100 × 100 m². De stijl van dit complex was waarschijnlijk gelijk aan die van de Hokki Tempel (法起寺, Hokki-ji) in de stad Nara (奈良市, Nara-shi). Daarnaast toont de enorme schaal van dit complex, gelijk aan die van de Hōryū Tempel (法隆寺, Hōryū-ji) in Nara, aan dat dit gebied ruim 1.300 jaar geleden een zeer vooraanstaande positie innam op het culturele vlak. In 1976 kregen de overblijfselen onder de naam “Tempeloverblijfselen in de wijk Kōzato” de status van “Nationaal Erkende Historische Locatie” (国指定史跡、Kuni-shitei Shiseki).

### Udatsu Straat

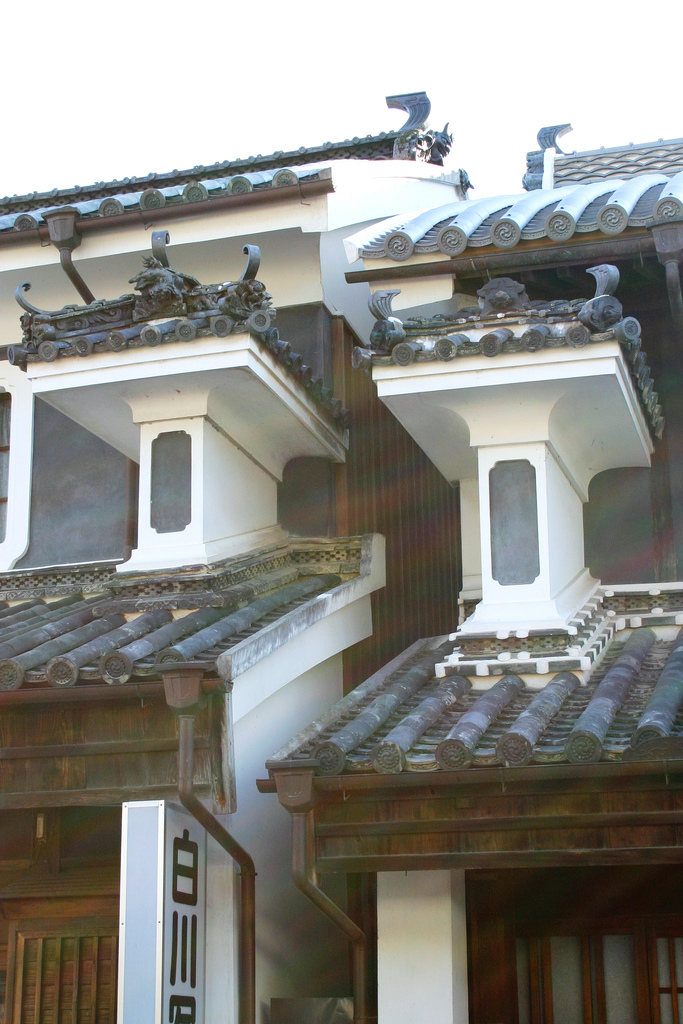
Udatsu

(うだつの町並み, Udatsu-no-Machinami) In Wakimachi, een buurt die vroeger floreerde als handelscentrum van Awa indigo, staan een aantal rijtjeshuizen die dateren uit de Edoperiode (1603-1867). Deze panden dragen nog immer de sporen van hun verleden als welvarende handelshuizen en pakhuizen, voorzien van ouderwetse Hongawara (本瓦) dakpannen, aaneengesloten dakgoten, wit gestucte muren, alsook gestucte udatsu waaraan deze straat zijn naam ontleent. Udatsu zijn verticaal uitstekende muurtjes, gebouwd op de scheidslijn tussen twee panden (meestal op de eerste verdieping) die een brandwerende functie hebben door het overslaan van een brand naar het naastliggende pand te voorkomen. In de Edo periode was er sprake van een heftige competitie tussen rijke handelsfamilies in het bouwen van de meest luxueuze panden met de hoogste udatsu. Het huidige Japanse spreekwoord “Zijn udatsu worden hoger” (うだつが上がる, udatsu ga agaru = zijn rijkdom groeit) komt hiervandaan. In 1988 werd de Udatsu Straat door de Japanse regering uitgeroepen tot “Conserveringsgebied voor een Cluster van Belangrijke Traditionele Gebouwen” (重要伝統的建造物群保存地区, Jūyō Dentōteki Kenzōbutsugun Hozonchiku).

### Residentie van de familie Miki

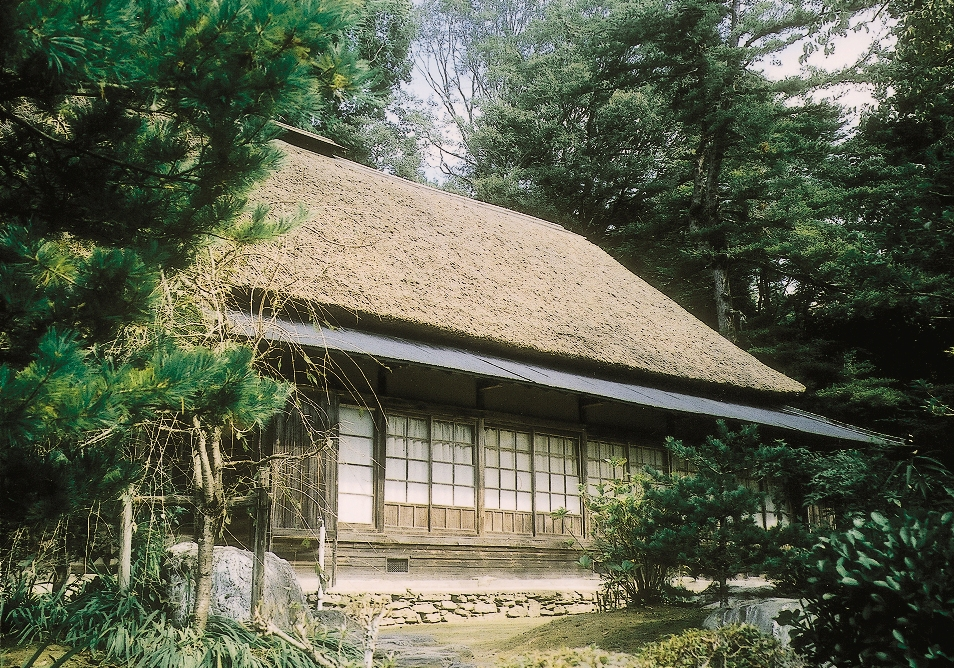
Residentie van de familie Miki

(三木家住宅, Miki-ke Jūtaku) De Residentie van de familie Miki is naar schatting gebouwd rond het begin van de Edo periode (1603-1867), en vertoont als zodanig de karakteristieke elementen van een oud samuraihuis (武家屋敷, Buke Yashiki) dat werd bewoond door bergstrijders (山岳武士, Sangaku Bushi). Dit traditionele houten huis met rieten dak (茅葺き屋根, Kayabukiyane) kreeg in 1976 de status “Nationaal Erkend Belangrijk Cultureel Erfgoed” (国指定重要文化財, Kuni-shitei Jyūyōbunkazai), alszijnde het oudste bewaard gebleven privéhuis in de prefectuur Tokushima. Ook zijn er in de Residentie van de familie Miki 45 antieke boekrollen teruggevonden die dateren uit de Kamakura periode (1185-1333) en Muromachi periode (1336-1573). Deze oude geschriften kregen de status “Provinciaal Erkend Cultureel Erfgoed” (県指定文化財, Ken-shitei Bunkazai). Volgens verscheidene middeleeuwse teksten uit de regio Awa (tegenwoordig de prefectuur Tokushima) onderhield de familie Miki indertijd nauwe banden met de Awa Inbe clan (阿波忌部氏, Awa Inbe-shi) die zorde voor ceremoniële zaken aan het Japanse keizerlijke hof. Vandaag de dag draagt het 28e hoofd van de familie Miki zorg voor het onderhoud van dit bijzondere huis.

### Oude Residentie van de familie Aoki

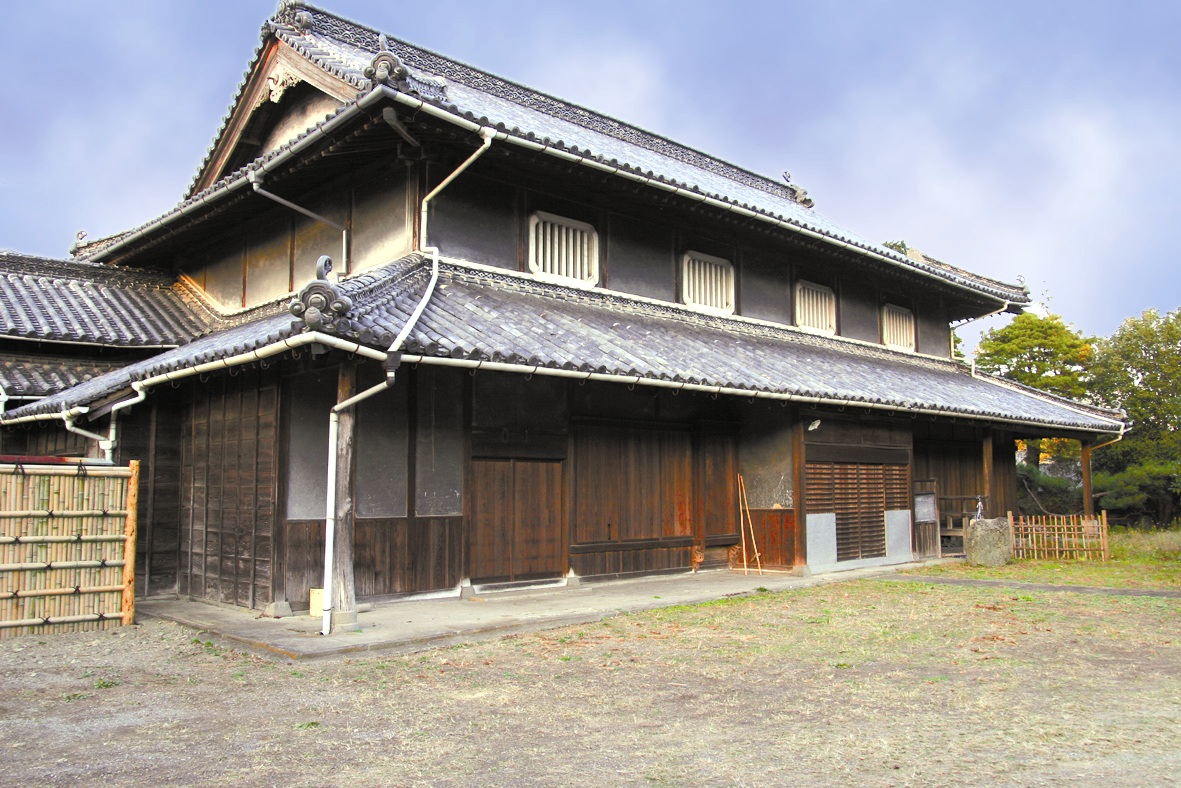
Oude Residentie van de familie Aoki

(旧青木家住宅, Kyū Aoki-ke Jūtaku) De familie Aoki (青木) die vroeger als boerenfamilie een kapitaal vergaarde met de productie van indigo (en tegenwoordig actief is in de bouwsector) liet dit huis in 1912 bouwen om er van een oude dag te gaan genieten. Op 3590 vierkante meter grond, omgeven door aarden muren (土塀, Dobei) en stenen muren (煉瓦塀, Rengabei), bevinden zich: een centraal woonhuis (母屋 of 主屋, Omoya), een schuur (納屋, Naya) en diverse aarden pakhuizen (土蔵, Dozō) en houten pakhuizen (倉庫, Sōko). Het woonhuis was indertijd een opvallende verschijning met zijn luxueuze dak in Irimoya-stijl (入母屋造り, Irimoya-tsukuri = dak dat onderaan wijd uiteen loopt / “dak met heupen”), dakgoten aan elke zijde van het huis, gestucte witte muren en raamkozijnen met ingewerkt motief op de eerste verdieping. In 1998 kreeg de residentie de status “Nationaal Geregistreerd Materieel Cultureel Erfgoed” (国登録有形文化財, Kuni-tōroku Yūkeibunkazai).

### Oude Residentie van de familie Nagaoka

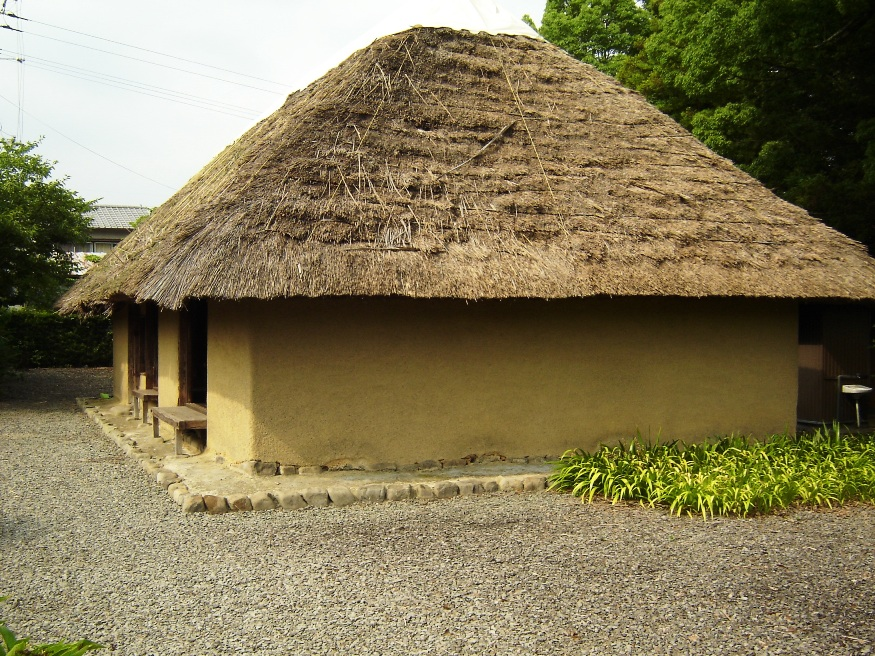
Oude Residentie van de familie Nagaoka

(旧長岡家住宅, Kyū Nagaoka-ke Jūtaku) Dit oude woonhuis stond oorspronkelijk op de voet van de zuidelijke helling van het Sanuki Gebergte (讃岐山脈, Sanuki Sanmyaku) in het noorden van Mima in de wijk Aza-Nishiōtani (字西大谷). Echter, in 1979 werd het huis ontmanteld en herbouwd op een nieuwe locatie in Wakimachi. De lengte van het huis bedraagt 12 meter, de breedte bedraagt 6,6 meter, en het is voorzien van een Yosemune-stijl (寄棟造り, Yosemune-tsukuri) rieten dak dat ruimschoots over de zijdes van het huis heen steekt. De buitenmuren zijn niet gemaakt van de gebruikelijke cederboomschors (杉皮, Sugikawa) of houten planken, maar van modder en aarde, wat karakteristiek is voor woonhuizen van de zuidelijke voet van het Sanuki Gebergte (waar het weinig regent). In 1976 kreeg deze residentie de status “Nationaal Erkend Belangrijk Cultureel Erfgoed” (国指定重要文化財, Kuni-shitei Jyūyōbunkazai).

### Einsteins Vriendschapsmonument

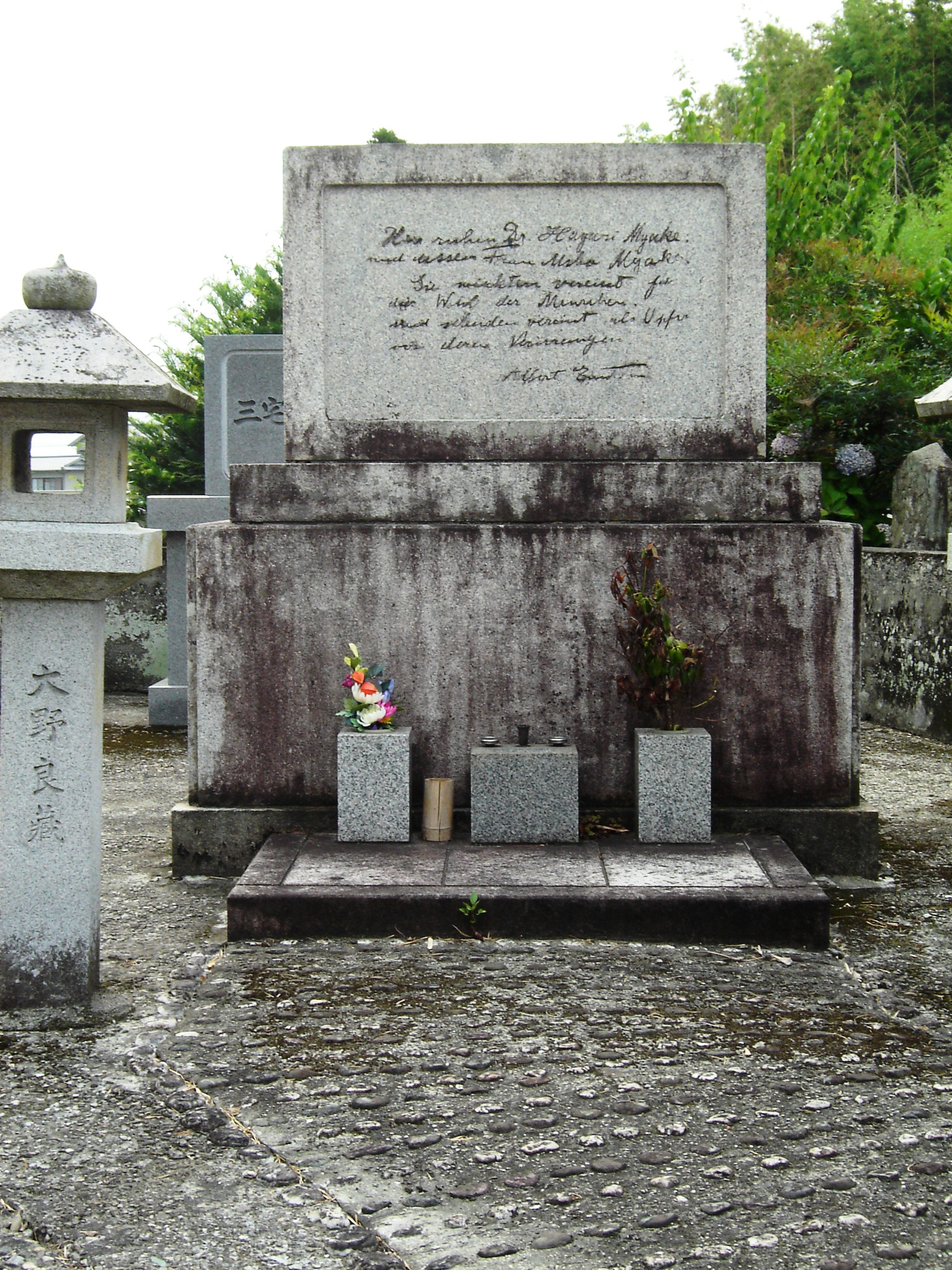
Einsteins Vriendschapsmonument

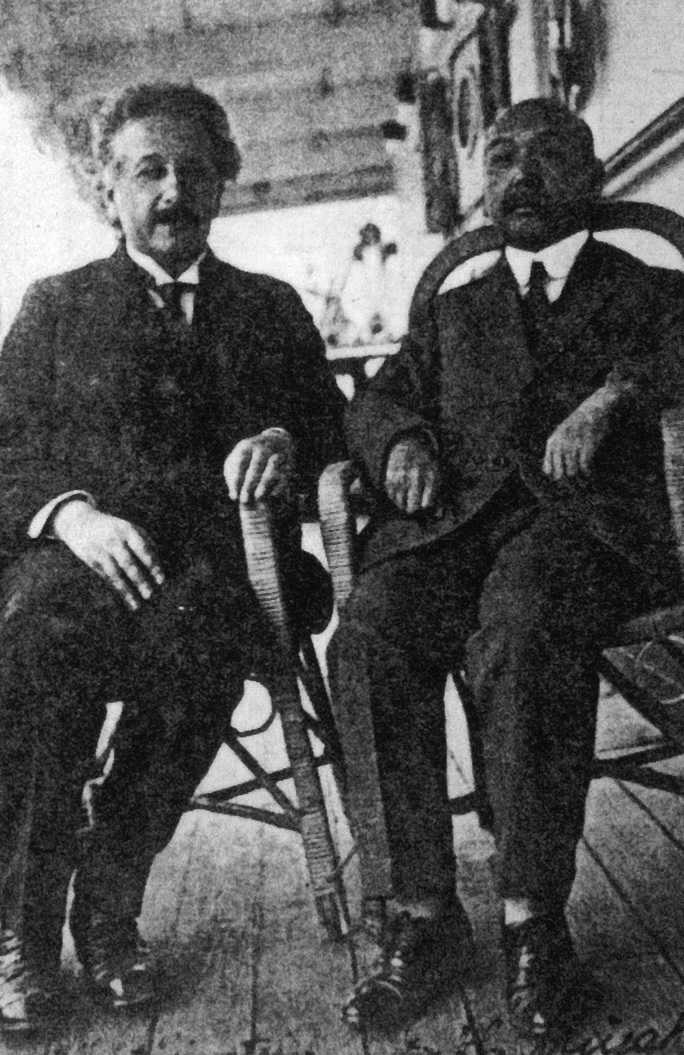
Dr. Einstein en Dr. Miyake aan boord van de Kitano-Maru

(アインシュタイン友情の碑, Ainshutain-Yūjō-no-Hi) In de wijk Anabuki (穴吹町, Anabuki-chō) bij de Kōsen Tempel (光泉寺, Kōsen-ji) staat voor een graf een gedenksteen die dateert uit 1954 en de volgende Duitse inscriptie draagt:
Hier ruhen Dr. Hayasi Myake, und dessen Frau Miho Myake. Sie wirkten vereint fur das Wohl der Menschen, und scheiden vereint als Opfer von deren Verirrungen - Albert Einstein. (Hier rusten Dr. Hayashi Miyake en zijn vrouw Miho Miyake. Zij werkten gezamenlijk voor het welzijn der mensen, en lieten gezamenlijk het leven als offer voor het falen der mensen - Albert Einstein.)
Het gaat hier om een handgeschreven graftekst van niemand minder dan de Duitse (later Amerikaanse) theoretisch fysicus Dr. Albert Einstein. In 1922 werd Dr. Einstein (toen 43 jaar) door de Japanse uitgeverij “Kaizōsha” (改造社) uitgenodigd om in Japan een lezing te komen geven. In hetzelfde jaar was de gerenommeerde Japanse chirurg Dr. Miyake Hayari (1866-1945, toen 55 jaar oud) in Europa om als Japans afgevaardigde deel te nemen aan een internationaal chirurgie congres. Hierna bezocht hij Amerika en verschillende Europese landen en maakte aanstalten om huiswaarts te keren. Bij wijze van toeval stapten beide geleerden op hetzelfde postschip richting Japan (de "Kitano-Maru" (北野丸) dat van Marseille naar Kōbe voer) en doordat Dr. Einstein onderweg ernstig ziek werd, en Dr. Miyake besloot om samen met zijn vrouw Miho voor Einstein te zorgen, raakten de twee goed bevriend. Deze vriendschap zou hun hele leven standhouden. Helaas kwamen op 29 juni 1945 Dr. Miyake Hayari en zijn vrouw op tragische wijze om het leven tijdens een Amerikaanse luchtaanval (bombardement) op de stad Okayama (岡山市, Okayama-shi), tijdens welke de twee schuilden in de schuilkelder van het huis van hun oudste zoon Hiroshi. Toen Albert Einstein in 1954 (toen 78 jaar) hoorde van het plan om een grafsteen voor het gesneuvelde paar in Mima te plaatsen stuurde hij bovenstaande tekst om zijn diepe medeleven te betuigen. Deze handgeschreven tekst van Einstein is uitvergroot als inscriptie in een gedenksteen gegraveerd, en deze steen staat tegenwoordig in Mima bekend als "Einsteins Vriendschapsmonument".

### De Rijke Anti-Erosiedam

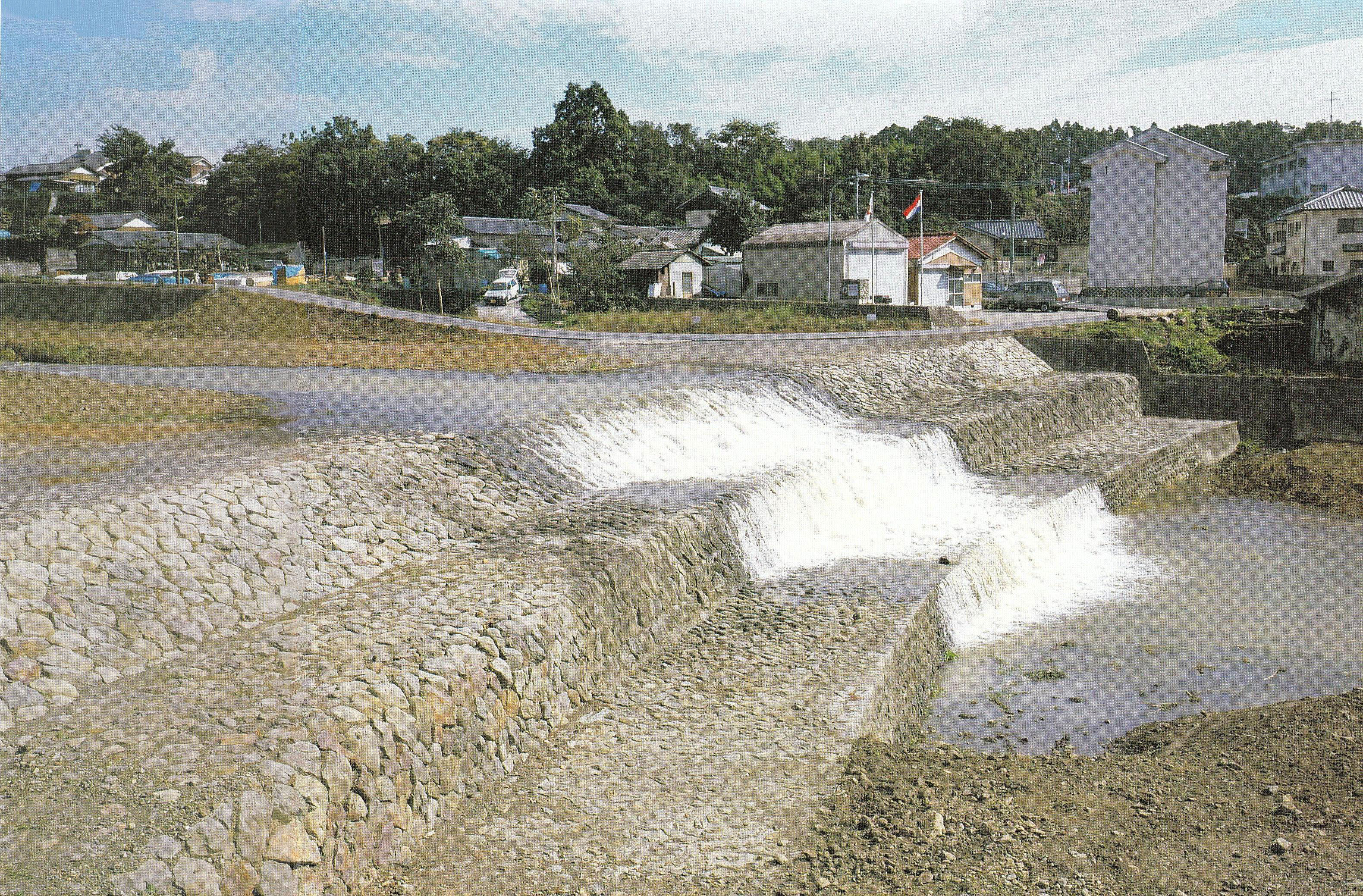
De Rijke Anti-Erosiedam

(デ・レイケ砂防ダム, De-Reike Sabō-damu) Deze dam, officieel geregistreerd onder de naam “Ōtani Rivier Dam” (大谷川堰堤, Ōtani-gawa-no-Entei), is gebouwd van 1886 tot 1887 onder supervisie van de Nederlandse waterbouwkundige Johannis de Rijke (1842-1913) die in Japan werkzaam was gedurende de periode 1873-1903. Hoewel er indertijd onder De Rijkes supervisie meerdere anti-erosie werken zijn gebouwd in de prefectuur Tokushima is dit het enige bouwwerk dat bewaard is gebleven, gelegen in rivier de Ōtani (大谷川, Ōtani-gawa) op 1 km stroomopwaarts vanaf het punt waar de Yoshino en Ōtani samenkomen. De dam is volledig met mankracht gebouwd, met gebruikmaking van lokaal hout, aarde en stenen. Allereerst werd er aan stroomafwaartse zijde van de dam een fundering geconstrueerd van pijnboomstammen (松の丸太,　Matsu-no-maruta) die strak naast elkaar werden neergelegd. Vervolgens werd het damlichaam opgebouwd uit klei alsook een compact mengsel van klei en stenen. Als laatst werd het damoppervlak bedekt met onbewerkte natuursteen. Wat betreft het ontwerp: de lengte van de dam was 97 meter (thans slechts 60 meter vanwege uitgevoerde versterkingswerkzaamheden), de breedte is 12 meter en de hoogte is 3,8 meter, terwijl de vorm lijkt op een lichtkrommende, boogvormige curve die stroomopwaarts gericht is. De bovenste 2 treden van de dam zijn indertijd onder toezicht van De Rijke vervaardigd, de onderste 2 treden zijn bij latere werkzaamheden gebouwd. Er is een hoogteverschil van ongeveer 1 meter tussen het midden van de dam en beide uiteinden. Deze anti-erosie dam uit de vroege Meiji periode (1868-1911) staat in Mima bekend onder de naam “De Rijke Anti-Erosiedam” en is een bouwwerk dat het verhaal vertelt van Japanse rivierverbeteringswerken uit lang vervlogen tijden.
1993: De “Groep ter Bescherming van de De Rijke Anti-Erosiedam” (デ・レイケ砂防ダムを守る会, De-Reike-Sabōdamu-wo-Mamoru-Kai) wordt opgericht door lokale bewoners (voorzitter Dhr. Kanehira Tadashi (金平正)). De groep start een reeks aan vrijwilligers-activiteiten met als doel het behoud en herstel van de "De Rijke Anti-Erosie Dam".
1994: De prefectuur Tokushima begint met onderhoudswerkzaamheden aan de De Rijke Anti-Erosiedam, gericht op het behoud van de dam.
1995: De dam werd door het Rijk geselecteerd als kandidaat voor “Onderhoudswerkzaamheden aan een Erosiebeheersingsgebied” (砂防環境整備事業, Sabōkankyō Seibi Jigyō), en het gebied wordt erkend als “Zonemodel Project voor de Bestudering van Erosie-Beheersing” (砂防学習ゾーンモデル事業, Sabōgakushū Zōnmoderu Jigyō). Kort hierna werd door de prefectuur Tokushima begonnen met onderhoudswerkzaamheden.
2002: De dam kreeg onder de naam “Ōtani Rivier Dam” de status “Nationaal Geregistreerd Materieel Cultureel Erfgoed” (国登録有形文化財, Kuni-tōroku Yūkei Bunkazai).

### Wakimachi Theater Odeonza

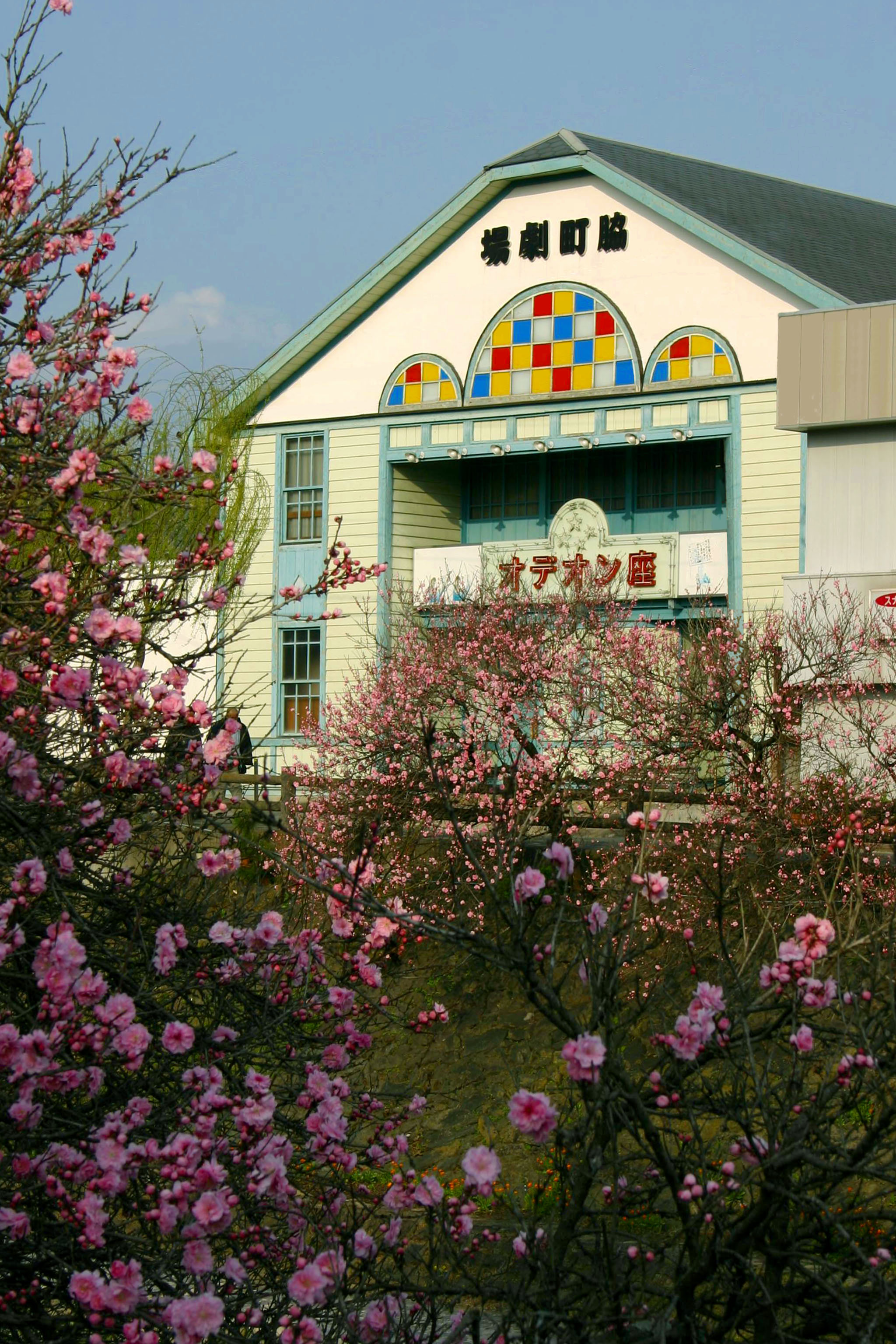
Wakimachi Theater Odeonza

(脇町劇場オデオン座, Wakimachi Gekijō Odeonza) Het Wakimachi Theater Odeonza werd in 1934 gebouwd als theater voor kabuki (歌舞伎, klassiek Japans drama) en rōkyoku (浪曲, vertellingen begeleid door Shamisen). Als zodanig zijn er in dit twee verdiepingen hoge gebouw veel architectonische elementen terug te vinden die karakteristiek zijn voor dit type theater, zoals een houten pad dat dwars door het publiek naar het podium leidt (花道, hanamichi), zitplaatsen die lijken op kwartelkooitjes (うずら桟敷, uzura-sajiki), verborgen verhoogde podia achter het toneel (太夫座, tayūza) en een roterend podium zoals ook te vinden in andere grote theaters in Shikoku, o.a. theater Uchikoza (内子座) in Ehime en theater Kanamaruza (金丸座) in Kagawa.
Na de Tweede Wereldoorlog werd het theater omgebouwd tot bioscoop, echter moest het in 1995 worden gesloten vanwege sterk teruglopende bezoekersaantallen. Niettemin, toen het theater in 1996 als locatie werd gebruikt voor de film De man die de regenboog grijpt (虹をつかむ男、Niji wo tsukamu otoko), een Shochiku-film van regisseur Yamada Yōji (山田洋二), kwam het theater opnieuw in de belangstelling te staan. De stad realiseerde zich de aanzienlijke culturele waarde die het theater had en riep het uit tot "Cultureel Erfgoed" (町指定文化財, Chō-shitei Bunkazai). In 1999 werd het theater compleet gerenoveerd en teruggebracht in de oorspronkelijke staat. Tegenwoordig is de Odeonza toegankelijk voor bezichtiging door het gewone publiek en wordt het gebruikt voor toneelvoorstellingen, muziekoptredens, tentoonstellingen en een keur aan andere activiteiten.

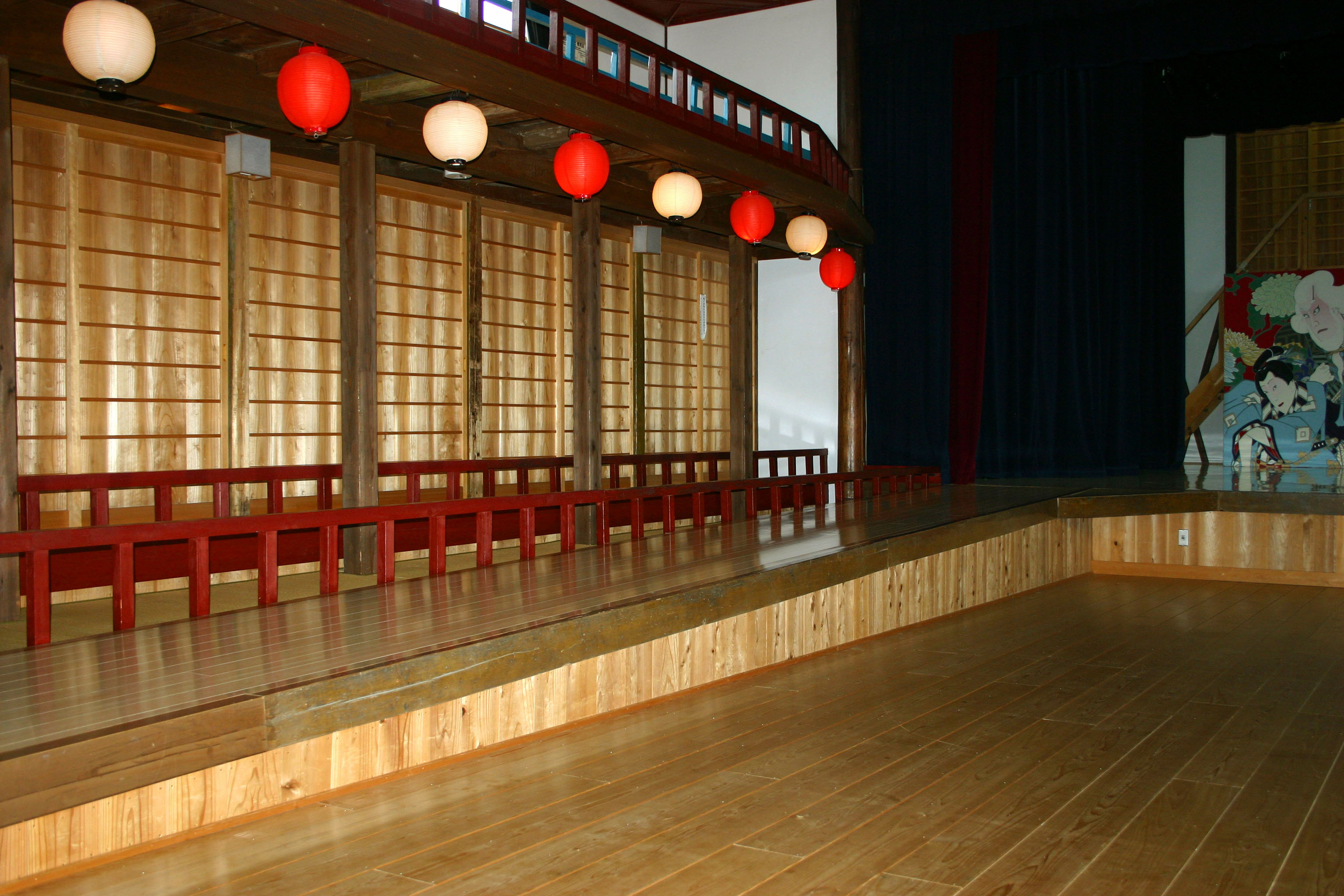
Hanamichi
Het houten pad genaamd hanamichi (花道, "bloemenpad") loopt in Kabuki-theaters links van het publiek van achter in de zaal naar het podium, en wordt gebruikt als opgang voor de acteurs alsook als podium. Het pad is voortgekomen uit het kleine houten plankje dat vroeger vanuit de zaal naar het midden van het podium liep en door het publiek werd gebruikt om bloemen aan te bieden aan de acteurs.
Tayūza

Als typisch element van een Kabuki-theater zijn er in de Odeonza twee verborgen verhoogde podia (太夫座, tayūza) aanwezig. 
Camera-rechts van het podium bevindt zich de tayūza van de voordrager/zanger oftewel gidayū-katari (義太夫語り), camera-links van het podium bevindt zich de tayūza van de shamisen musici oftewel hayashi (囃子).

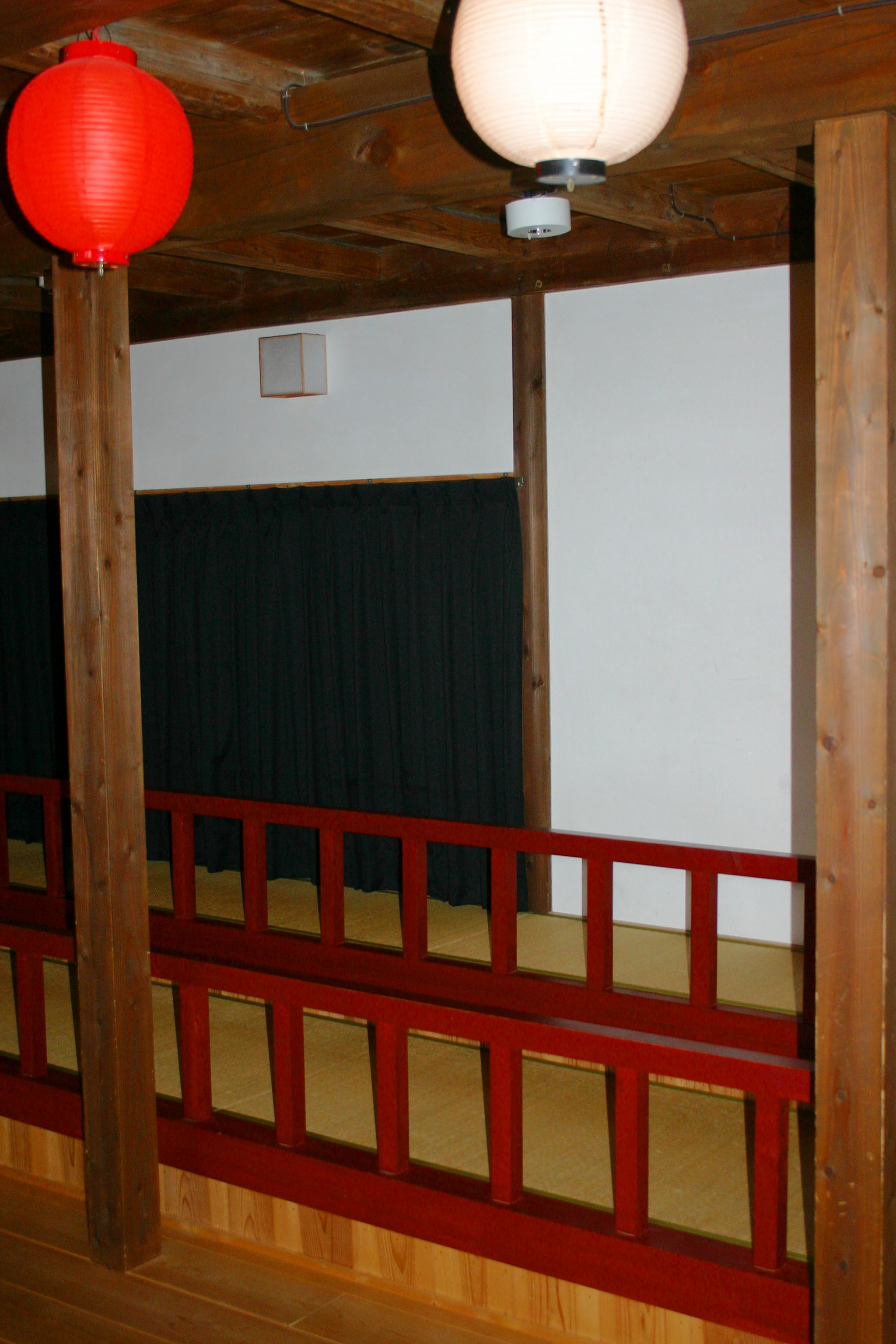
Uzura-sajiki
Zitplaatsen die lijken op kwartelkooitjes (うずら桟敷, uzura-sajiki) bevinden zich in sommige Kabukitheaters aan de linker- en rechterkant van de zaal, op de begane grond onder het balkon en achter een hekwerk tussen de pilaren die het balkon ondersteunen. De naam duidt precies aan hoe deze krappe zitplaatsen eruitzien: als kwartelkooitjes.
Naraku
In veel Kabukitheaters bevindt zich onder de zaal en het podium een kelder genaamd naraku (奈落), en waar zich in dit geval ook het mechanisme van het roterende podium bevindt.
Mawari-butai

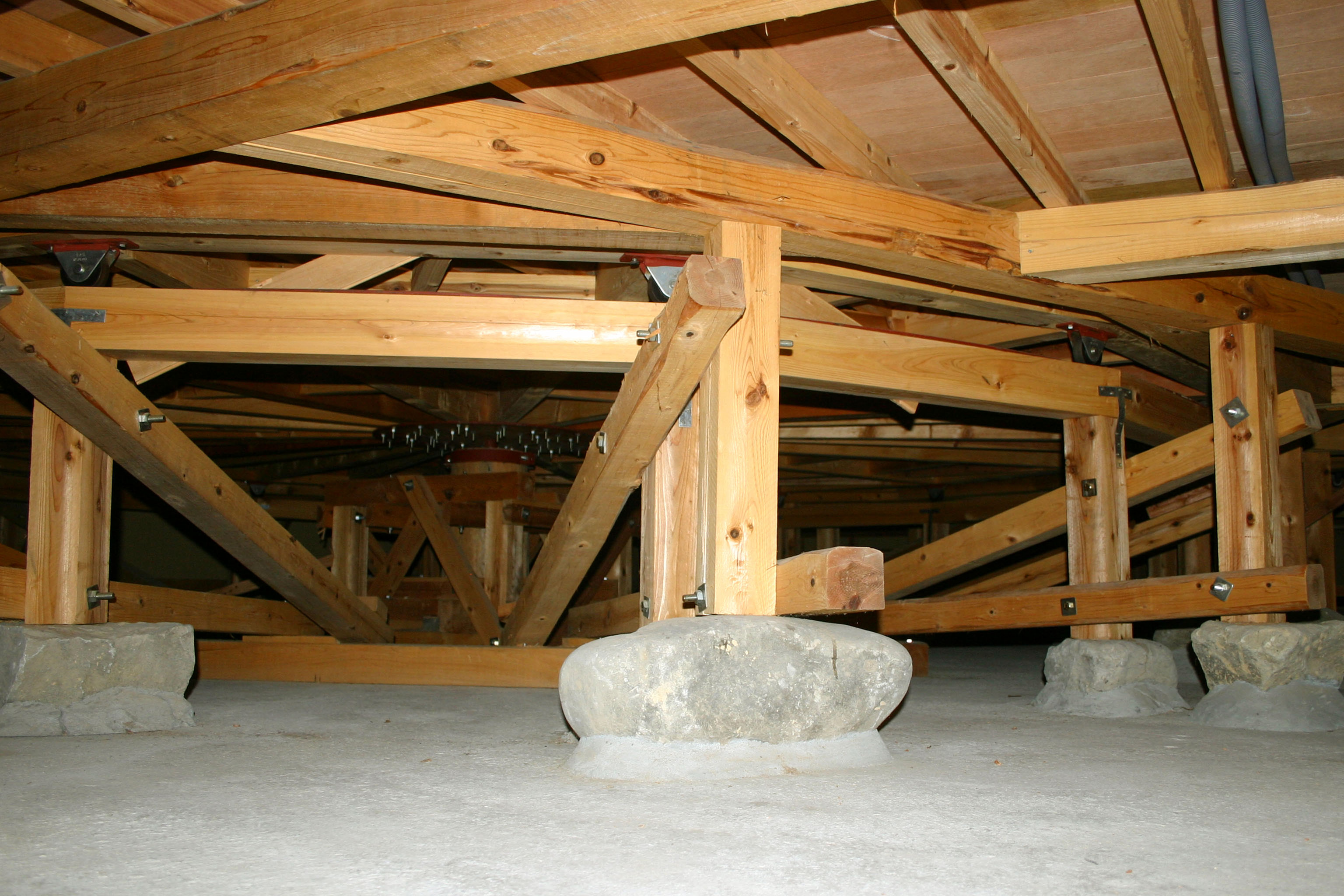
Mawari-butai mechanisme

Een roterend podium (回り舞台, mawari-butai) is een rond-uitgezaagde sectie van het podium die rust op een verticale as en met mankracht wordt geroteerd teneinde een speciaal theatereffect te creëren of snel van achtergrond te wisselen.
Oomukō

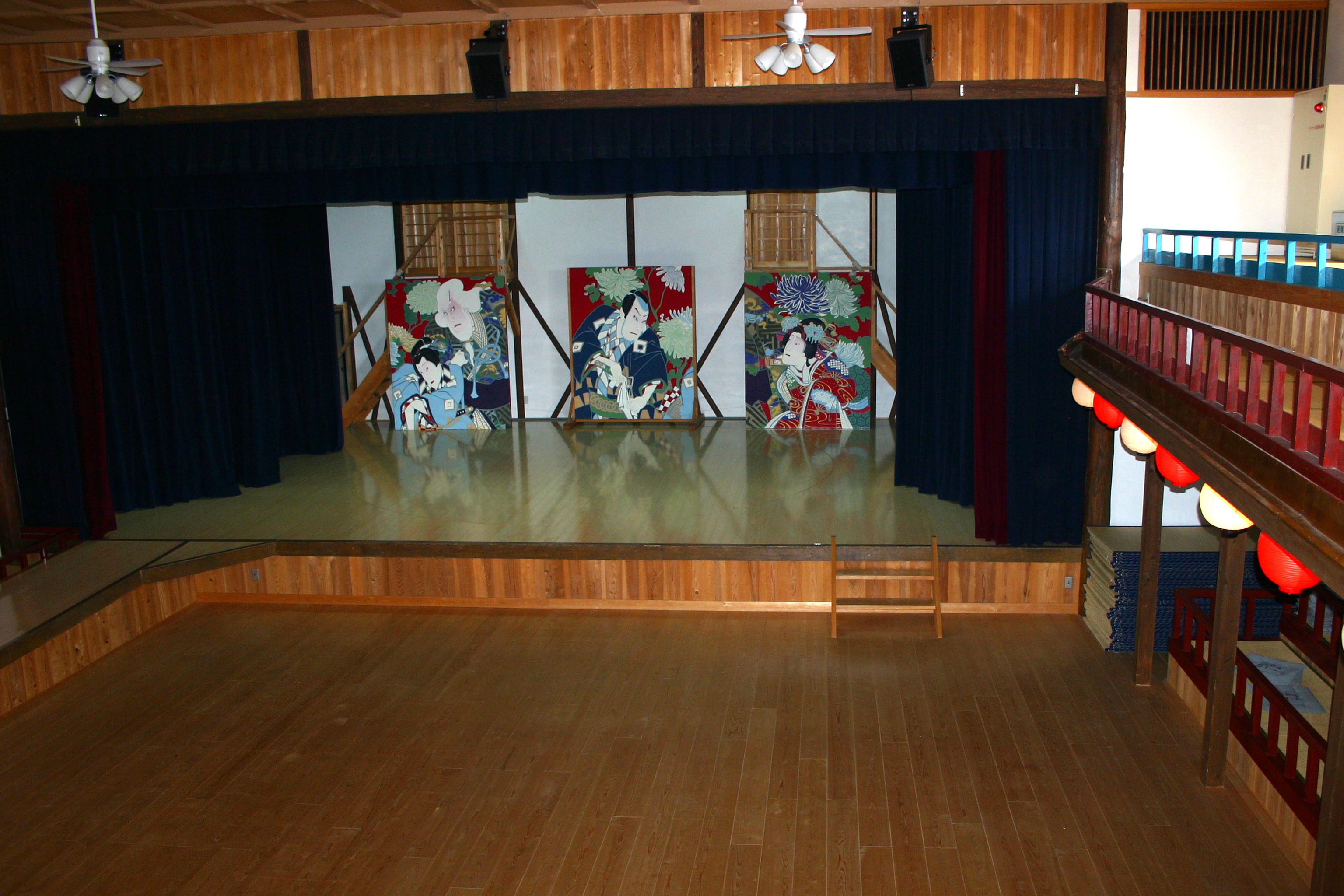
Uitzicht vanaf de oomukō

De oomukō (大向) zijn de goedkopere zitplaatsen die het verst van het podium verwijderd zijn (op het balkon in het midden). Aangezien dit de plaats is waar de vaste bezoekers en theatercritici meestal zaten ontstond er de uitspraak "De Oomukō laten bulderen" (大向をうならせる, Oomukō wo unaraseru), wat betekende dat er goed gespeeld werd.

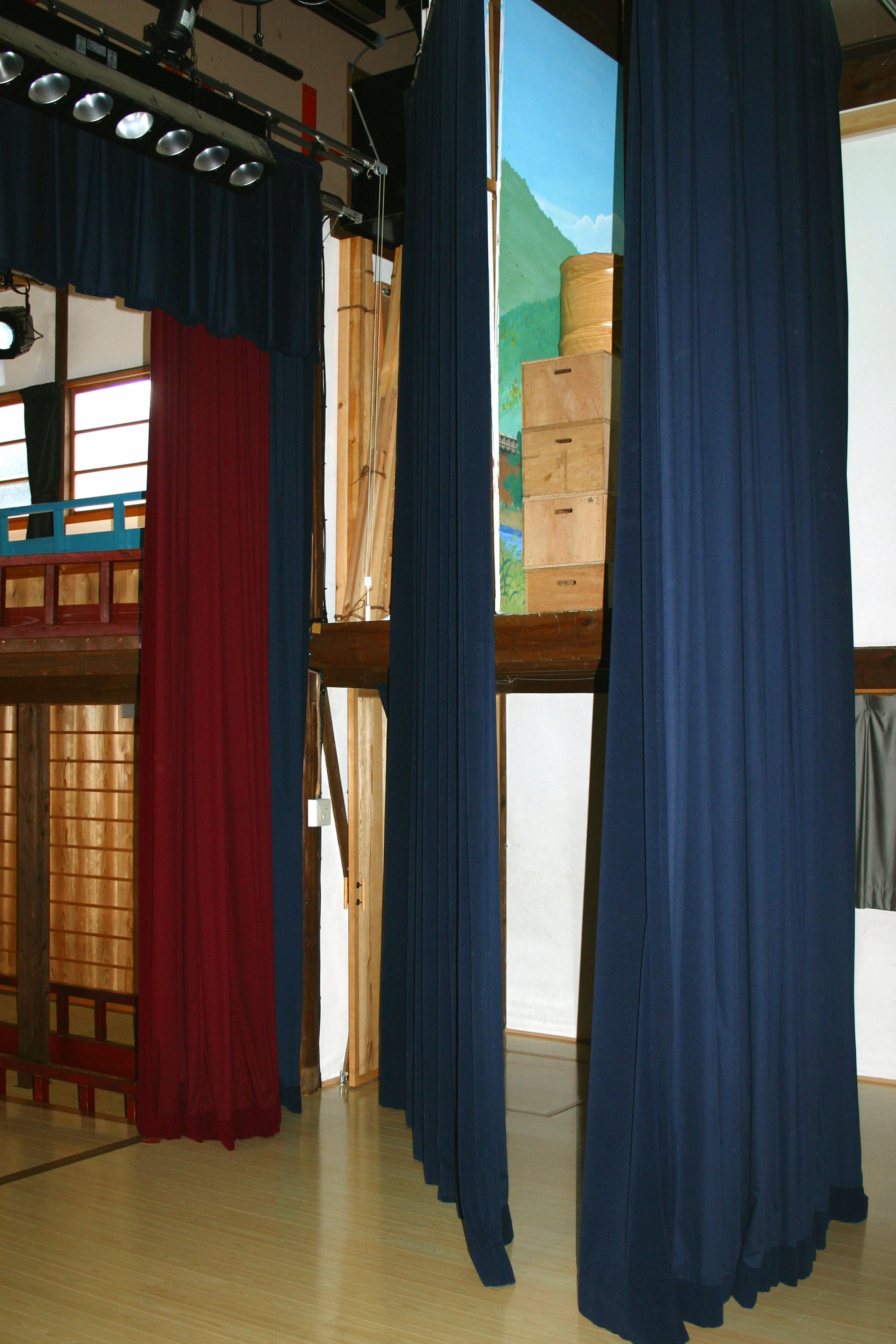
Tayūza
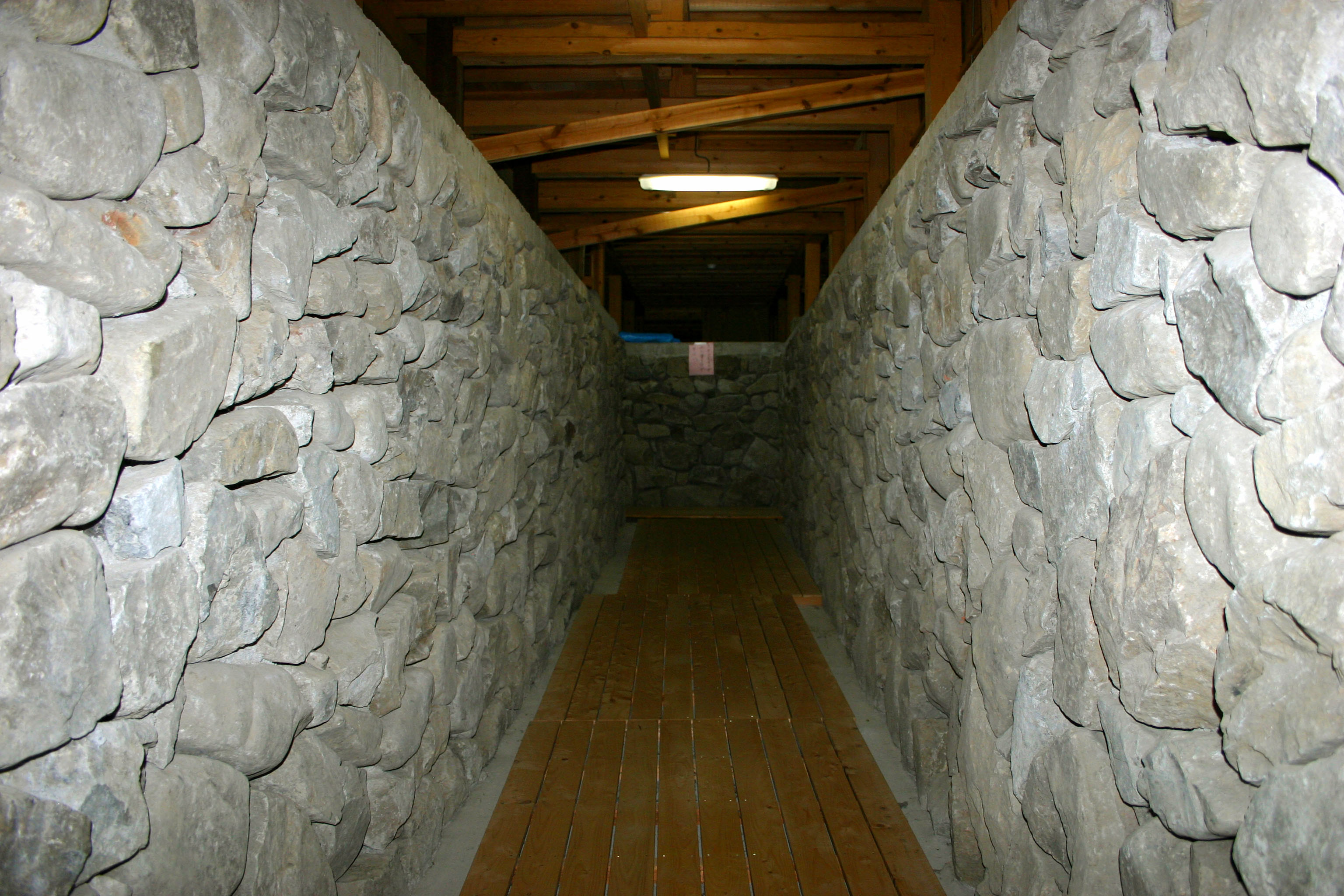
Naraku

## Tempelbuurt

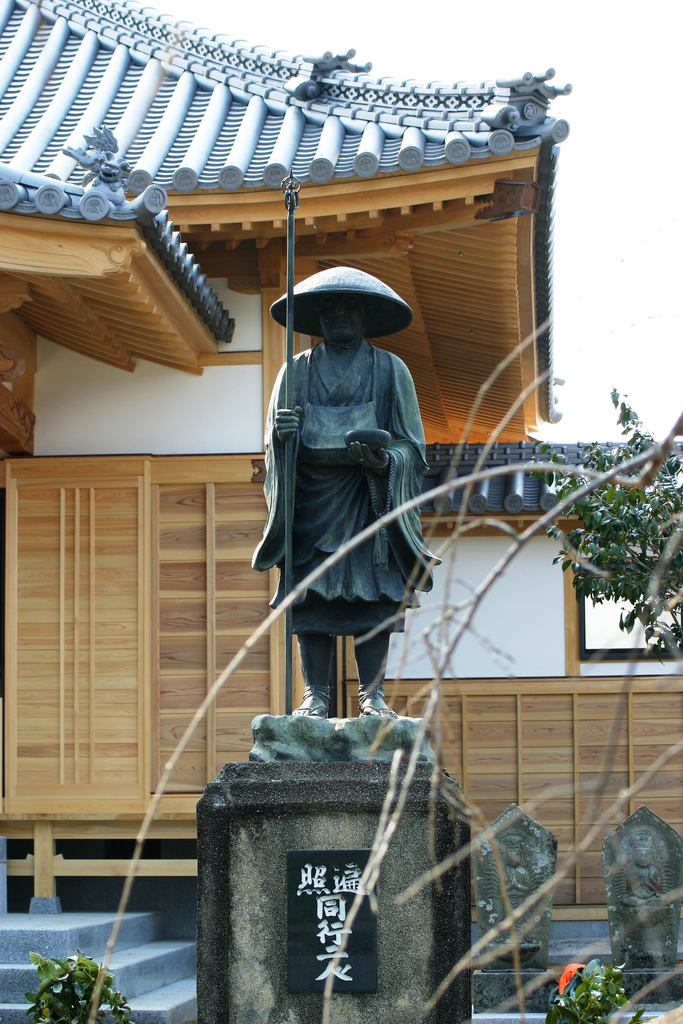
Ganshō Tempel

(寺町, Teramachi) In de wijk Mima （美馬町, Mima-chō) is er een sectie die “Tempelbuurt” wordt genoemd vanwege het grote aantal tempels die hier gevestigd zijn. De buurt roept de sfeer op van een oude hoofdstad gevuld met tempels, kolossale toegangspoorten, over de straten hangende daken en tuinen die zijn aangelegd in een klassieke Ryūmonbaku-stijl.

### Ganshō Tempel
(願勝寺, Ganshō-ji) Deze Shingon (真言宗, Shingon-shū) tempel is waarschijnlijk gebouwd gedurende de Nara periode (710-794) onder de naam Yuima Tempel (維摩寺, Yuima-ji). Toen in de hieropvolgende Heian periode (794-1185) de non Awa-no-Naishi (阿波の内侍）, die had gewerkt voor voormalig Keizer Sutoku (崇徳天皇, Sutoku-Tennō), besloot om voor haar overleden keizer een afscheidsceremonie te houden, verhuisde ze voor deze gelegenheid de Ganshō Tempel (願勝寺, Ganshō-ji) van Kyōto naar de Yuima Tempel. Vervolgens groeide de tempel onder zijn nieuwe naam en de bescherming van vele generaties van lokale Shugo (守護 = militaire gouverneurs) en Daimyō (大名 = feudale landheren) uit tot de bekendste tempel van Awa.
Kenmerken van deze tempel
- Tempelpoort in Hakkyakumon-stijl, gebouwd in de Meiji periode (1868-1911) en uitgeroepen tot “Nationaal Geregistreerd Materieel Cultureel Erfgoed” (国登録有形文化財, Kuni-tōroku Yūkei Bunkazai)
- Ganshō Tempel rotstuin in Takigumi-stijl, uitgeroepen tot "Prefectuurlijk Aangewezen Plaats van Natuurlijke Schoonheid" (県指定名勝, Ken-shitei Meishō). Deze tuin is aangelegd gedurende de Muromachi periode (1336-1573) in dezelfde stijl als de Tenryū Tempel (天竜寺, Tenryū-ji) rotstuin in Kyōto
- Mima Kyōdo Museum (美馬郷土博物館, Mima Kyōdo Hakubutsukan), het oudste historische museum in Tokushima

### Anraku Tempel

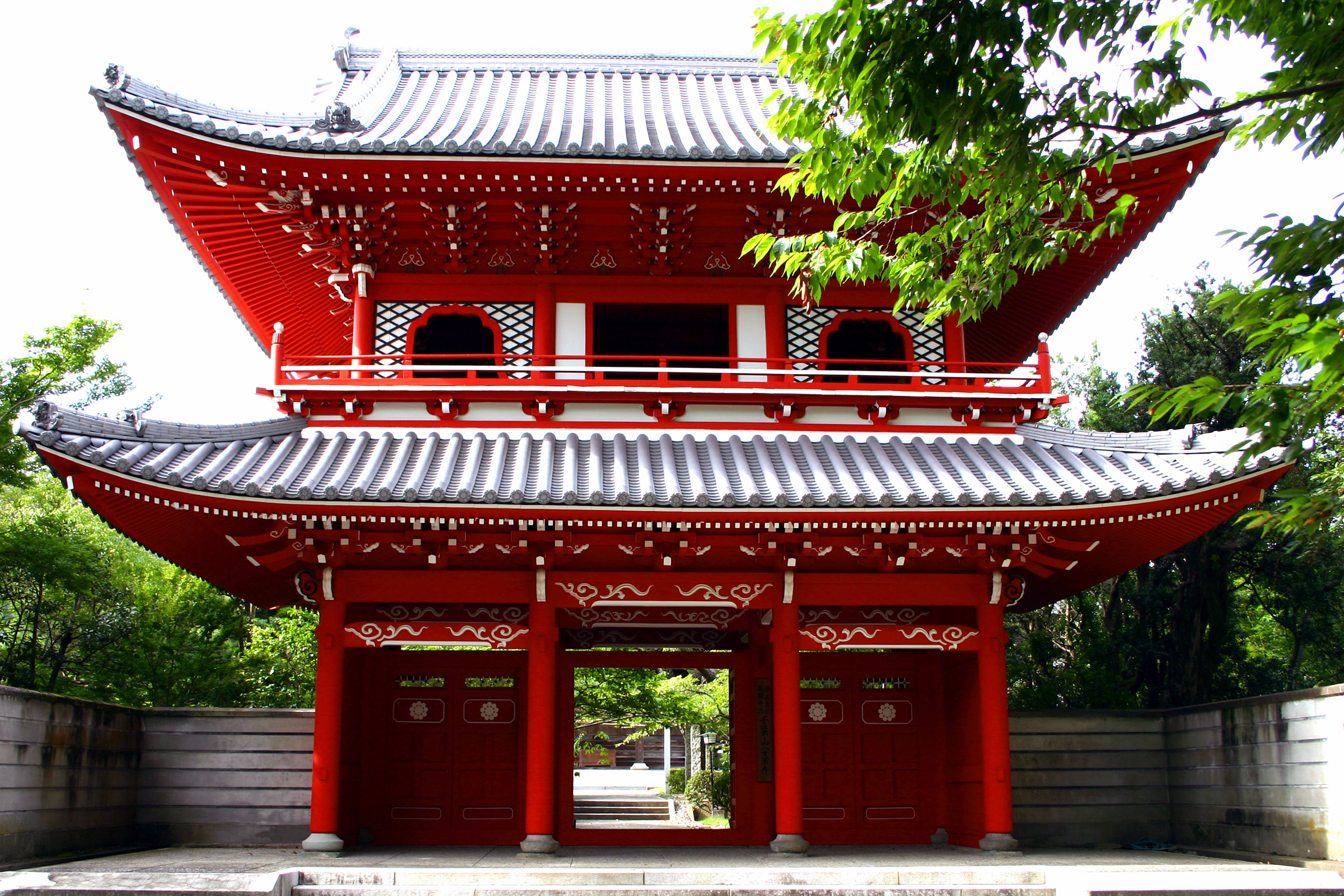
Anraku Tempel (toegangspoort)

(安楽寺, Anraku-ji) Deze tempel werd gebouwd in de Heian periode (794-1185) alszijnde de Shinnyo Tempel (真如時, Shinnyo-ji) die behoorde tot het Tendai boeddhisme. Toen de monnik Chiba Hikotarō Tsuneshige (千葉彦太郎常重) in de Kamakura periode (1185-1333) vanuit Oost-Japan naar Mima kwam als nieuw tempelhoofd besloot hij om de tempel om te dopen tot een Jōdo Shinshū (浄土真宗, Jōdo-shinshū) tempel die Anraku Tempel (安楽寺, Anraku-ji) zou gaan heten. Hierna groeide de tempel uit een machtig boeddhistisch bolwerk dat in zijn hoogtijdagen meer dan 80 geaffilieerde tempels had, verspreid over heel Shikoku.
Kenmerken van deze tempel

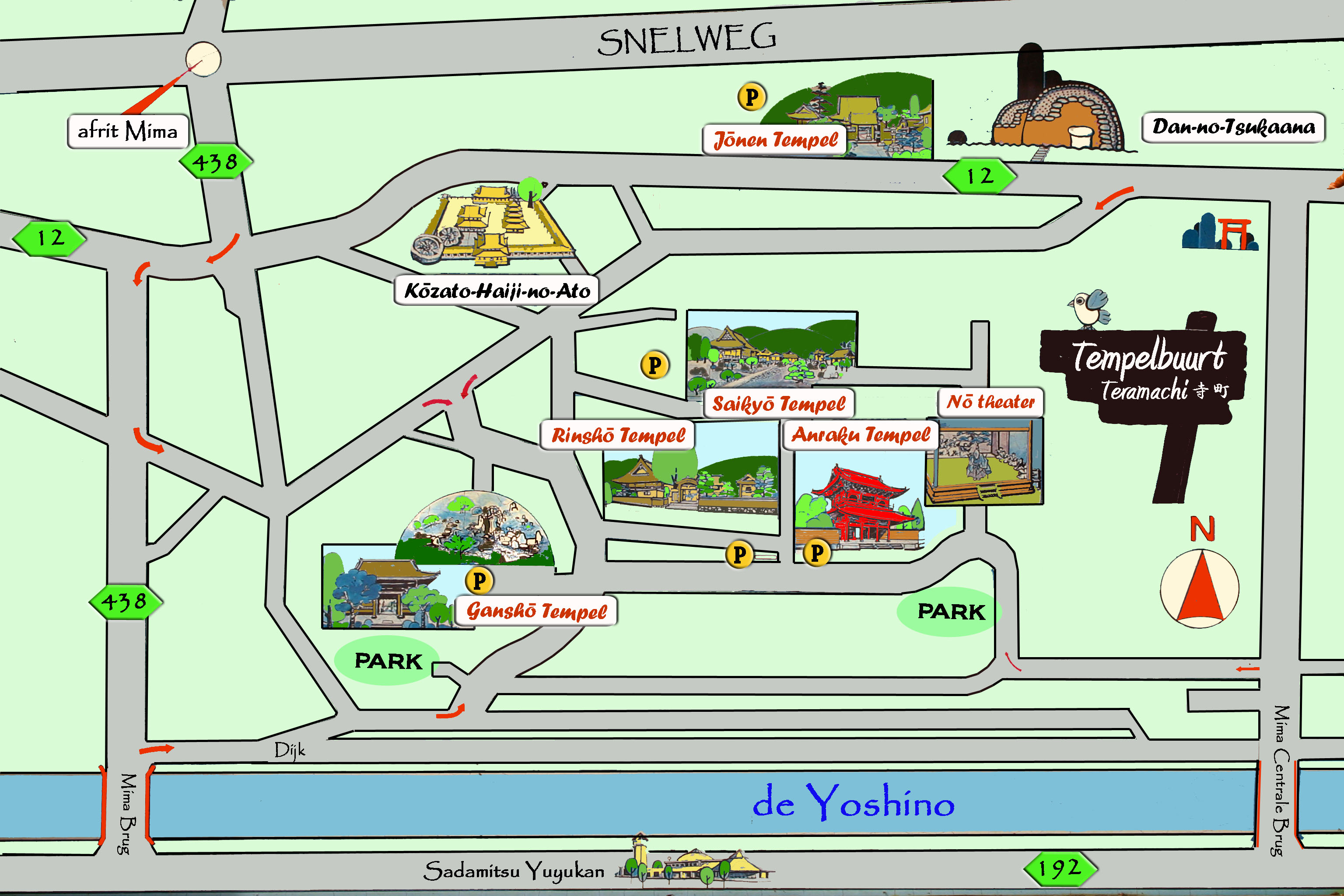
Kaart van de Tempelbuurt

- Rood-gelakte toegangspoort van twee verdiepingen hoog, gebouwd in de Edo periode (1603-1867) en uitgeroepen tot “Nationaal Geregistreerd Materieel Cultureel Erfgoed” (国登録有形文化財, Kuni-tōroku Yūkei Bunkazai)
- Centrale tempelhal, gebouwd in de vroege Shōwa periode (1926-1988)
- Beltoren uit de Meiji periode (1868-1911)
- Studeervertrek uit de Taishō periode (1912-1925)
- Nō theater, gebouwd in 1996

### Saikyō Tempel

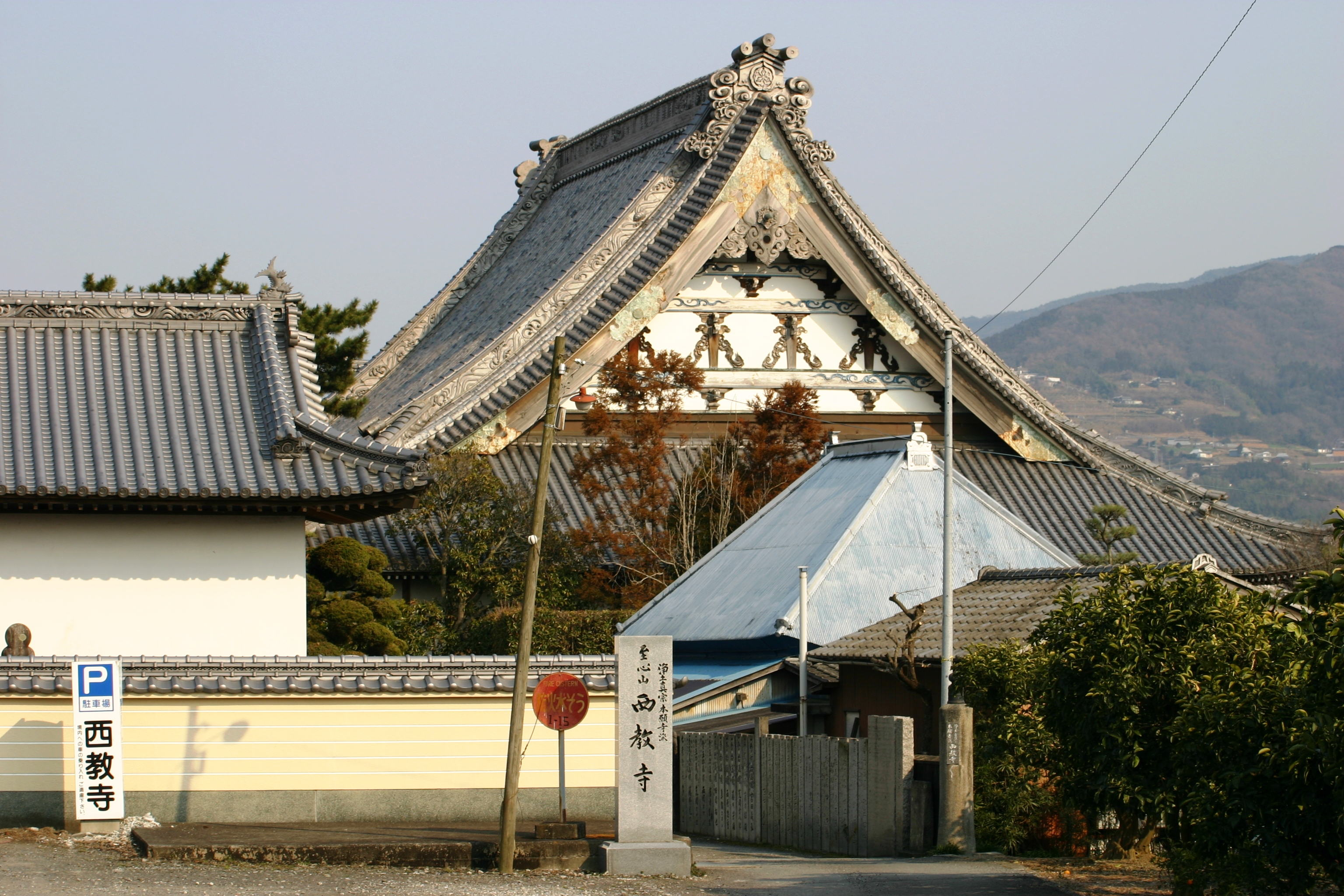
Saikyō Tempel

(西教寺, Saikyō-ji) Deze Jōdo Shinshū tempel is gesticht rond het begin van de Edo periode (1603-1867) door Masamune (正宗, 10e generatie tempelhoofd van de Anraku Tempel) en heette indertijd Inkyō Tempel (隠居寺, Inkyō-ji). Deze tempel had een status vergelijkbaar met die van de Anraku Tempel, en had 10 geaffilieerde tempels, verspreid door de prefecturen Tokushima en Kōchi.
Kenmerken van deze tempel
- Centrale tempelhal, gebouwd rond het einde van de Edo periode (1603-1867) en uitgeroepen tot “Nationaal Geregistreerd Materieel Cultureel Erfgoed” (国登録有形文化財, Kuni-tōroku Yūkei Bunkazai)
- Toegangspoort in Yakuimon-stijl (薬医門), gebouwd rond het einde van de Edo periode (1603-1867)
- Bibliotheekje uit het begin van de Shōwa periode (1926-1988)
- Rotstuin in Ryūmonbaku-stijl

### Rinshō Tempel
(林照寺, Rinshō-ji) Volgens legendes is deze Jōdo Shinshū tempel gesticht in de Muromachi periode (1336-1573) door Rinshō (林証), het jongere broertje van Ganshō (願証, 8e generatie tempelhoofd van de Anraku Tempel).
Kenmerken van deze tempel
- Toegangspoort in Mukaikaramon-stijl, volledig vervaardigd van Japanse Iep (欅, keyaki = Zelkova Serrata)
- Grote Japanse Ginkgo-noot boom (銀杏, Ginnan)
- Jaarlijkse Chrysant expositie (begin november)

### Jōnen Tempel
(常念寺, Jōnen-ji) Aanvankelijk gesticht als een Tendai boeddhistische tempel genaamd Kairakusan Renge-In (快楽山蓮華院), werd deze tempel ergens in de Muromachi periode (1336-1573) omgevormd tot de Jōdo Shinshū boeddhistische Jōnen Tempel. De tempel beleefde een periode van intense populariteit gedurende de Azuchi-Momoyama periode (1598-1600) toen Kishu (其宗), de oudste zoon van Masamune (正宗, 10e generatie tempelhoofd van de Anraku Tempel) werd aangesteld als nieuw tempelhoofd.
Kenmerken van deze tempel
- Centrale tempelhal, gebouwd rond het einde van de Edo periode (1603-1867) en omringd door een grote selectie van verschillende boomsoorten
- Toegangspoort, studeervertrek en priesters woonhuis

## Tempels en schrijnen

### Saimyō Tempel

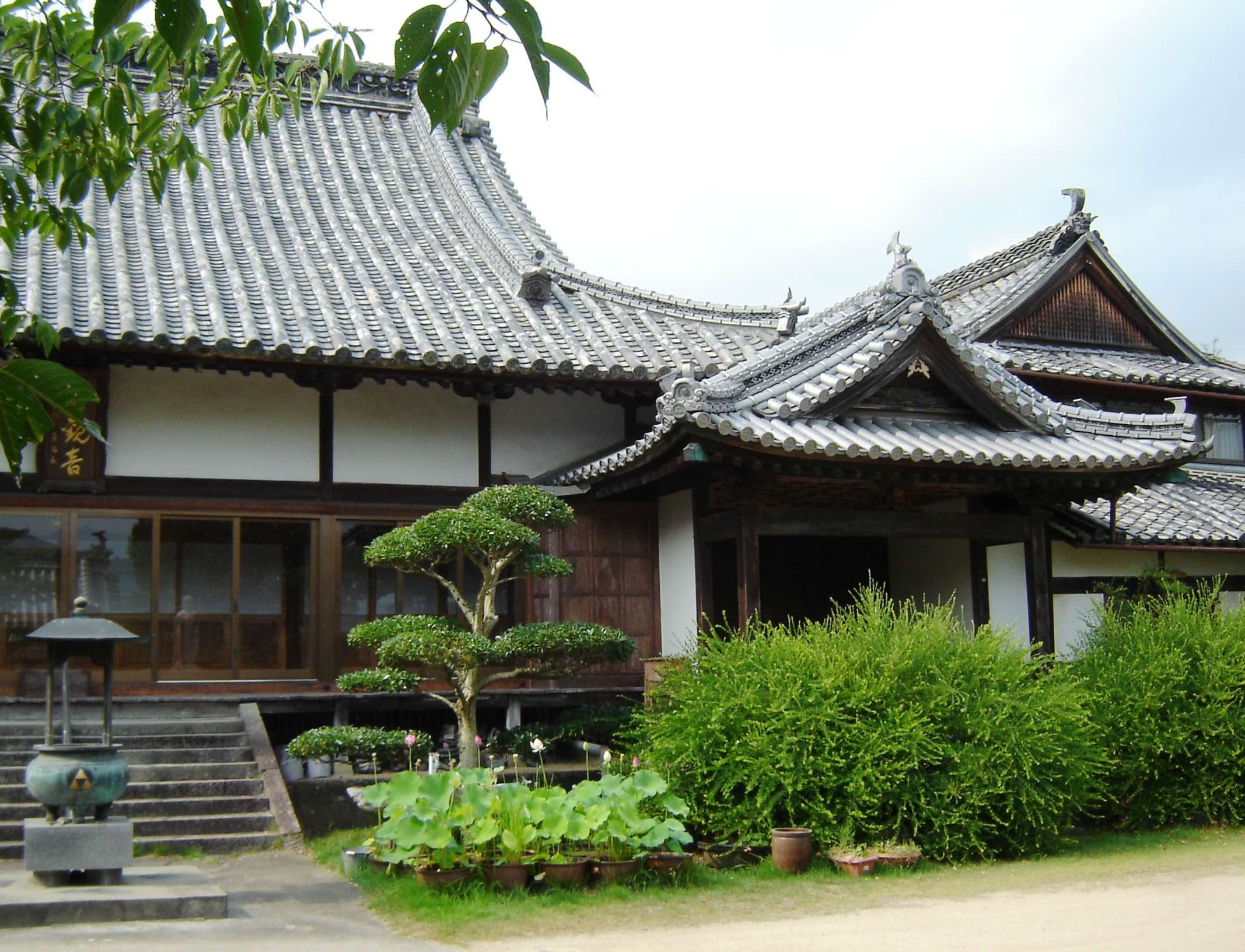
Saimyō Tempel

(最明寺, Saimyō-ji)　De Saimyō Tempel (officiële naam: 弥天山常光院最明寺, Mitenzan Jōkōin Saimyō-ji) is een van de ±400 tempels in Japan die behoren tot de school van het Shingon boeddhisme (真言宗, Shingon-shū) van de Daikaku Tempel (大覚寺, Daikaku-ji) in Kyōto. Het is onduidelijk wanneer precies de tempel is gebouwd, maar men schat dat dit is gebeurd tijdens de Heian periode (794-1185) dan wel de Fujiwara periode (894-1185), en werd voortgezet gedurende de Kamakura periode (1185-1333). De oorspronkelijke locatie van deze tempel was 200 meter ten noordoosten van de huidige locatie, aan de oostzijde van de Hinotani Vallei (日野谷源流, Hinotani Genryū) in de wijk Kitashō (北圧). De oorspronkelijke naam van deze tempel was Saikō Tempel of Saimyō Tempel (西光寺, Saikō-ji of Saimyō-ji). In de eerste helft van de Edo periode (1603-1867) werd de tempel verplaatst naar de huidige locatie en de naam veranderd in Saimyō Tempel (西明寺, Saimyō-ji). Dat de schrijfwijze nú anders is dan toen (最明寺 in plaats van 西明寺) ligt aan het feit dat, zoals beschreven in het boek "Saimyō-ji Engi" (西明寺縁起), een hooggeplaatste overheidsfunctionaris) genaamd "Saimyō-ji Nyūdō Hōjō Tokiyori" (最明寺入道北条時頼) deze tempel in de Kamakura periode (1185-1333) heeft bezocht. Als herinnering hieraan wordt heden ten dage de tempelnaam met dezelfde karakters geschreven als zijn naam. Het hoofdgebouw van de tempel is tijdens een grote brand in 1879 afgebrand maar werd daarna herbouwd. De belangrijkste boeddha van de Saimyō Tempel is Kannon (聖観音, Shō-kannon), maar daarnaast zijn er ook beelden te zien van Jizō (地蔵菩薩, Jizō Bosatsu), Amida (阿弥陀如来, Amida Nyorai) en Bishamonten (兜跋毘沙門天, Tobatsu Bishamonten). Een oude schildering van Jizō uit de tempel kreeg in 1976 de status “Provinciaal Erkend Cultureel Erfgoed” (県指定文化財, Ken-shitei Bunkazai), en het bronzen beeld van Amida kreeg een jaar later dezelfde status. Het beeld van Bishamonten, gesneden uit één blok hout, kreeg de status “Nationaal Erkend Belangrijk Cultureel Erfgoed” (国指定重要文化財, Kuni-shitei Jūyō Bunkazai). Het feit dat er een beeld staat van Bishamonten - een boeddha die werd aanbeden om succesvol op het slagveld te zijn - suggereert de vroegere aanwezigheid van een krijgersklasse (武士階級, Bushi Kaikyū) in Mima. Alhoewel de uitstraling van het beeld overeenkomt met andere beelden van Bishamonten maakt de schuine positie van de heupen dit beeld van Bishamonten uniek.

### Honraku Tempel

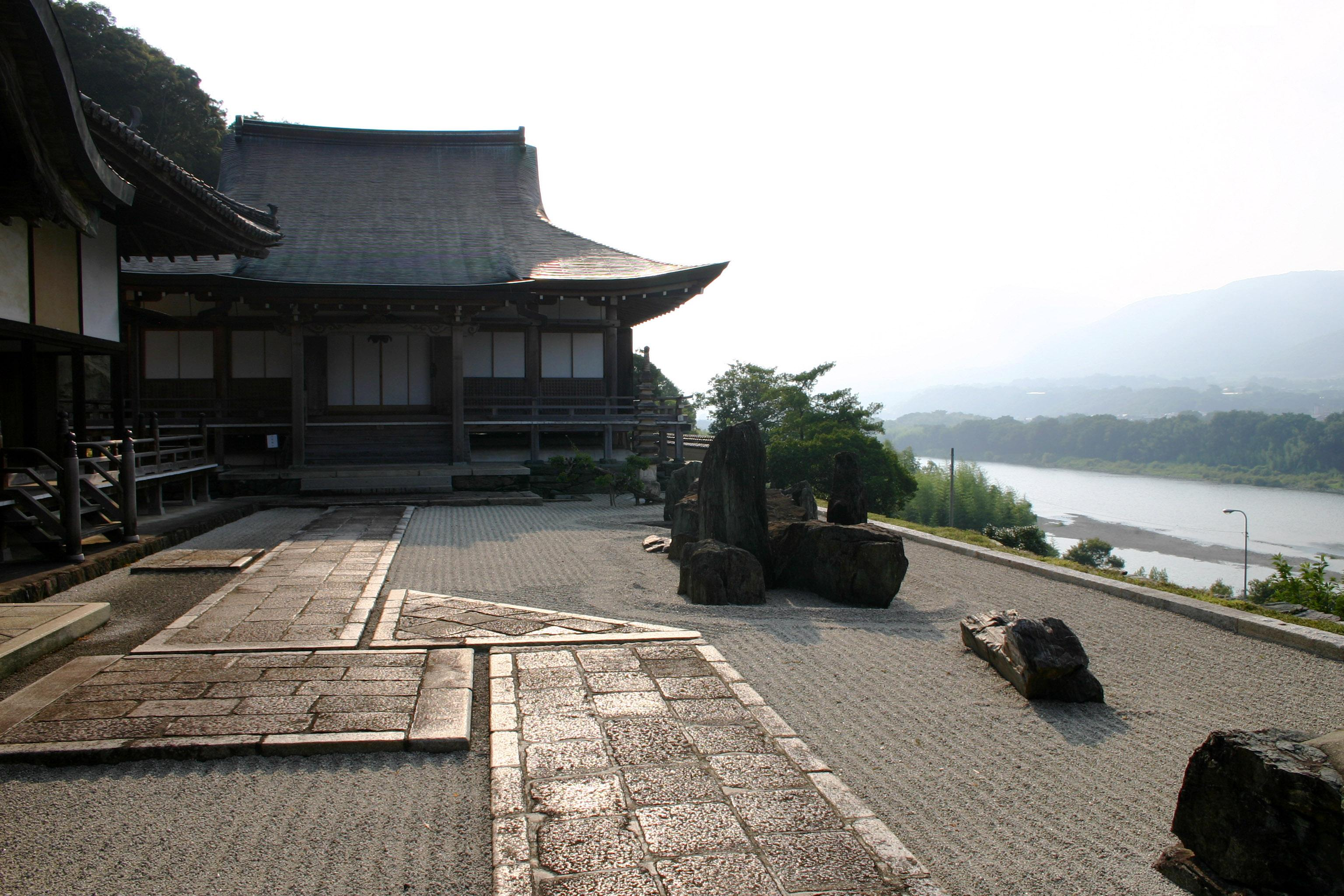
Honraku Tempel

(本楽時, Honraku-ji) Deze tempel werd in 828, het 5e jaar van Tenchō (824-835), opgericht door de monnik Sō-Keiun (僧恵運) alszijnde een Shingon boeddhistische meditatieruimte genaamd "Rengesan Honraku Tempel" (蓮華山本楽時, Rengesan Honraku-ji). In 1131, het 1e jaar van Tenshō (1131-1132) werd de gerestaureerde tempel heropend door de monnik Sō-Yūjun (僧有純). Aangezien de tempel zich op het punt bevindt waar de berg Takamaru (高丸山, Takamaru-yama) en de rivier de Yoshino elkaar treffen vormt het een natuurlijk obstakel dat gedurende de rumoerige Sengoku-periode (±1467-±1568) werd gebruikt als fort. In latere jaren van Tenshō (1573-1592) werd de tempel volledig in as gelegd door de Chōsokabe-clan (長宗我部氏) en gingen er verschillende kostbare objecten in vlammen op. In 1863, het 3e jaar van Bunkyū (1861-1864), werd de tempel wederom door brand verwoest. Het jaar daarop werd de tempel herbouwd onder leiding van monnik Sō-Yūkei (僧有圭), en dit is de Honraku Tempel die men heden ten dage kan bewonderen.

### Izanami Schrijn
(伊射奈美神社, Izanami-jinja)

## Rivieren
Hieronder volgt een overzicht van de voornaamste rivieren in Mima.

### De Anabuki

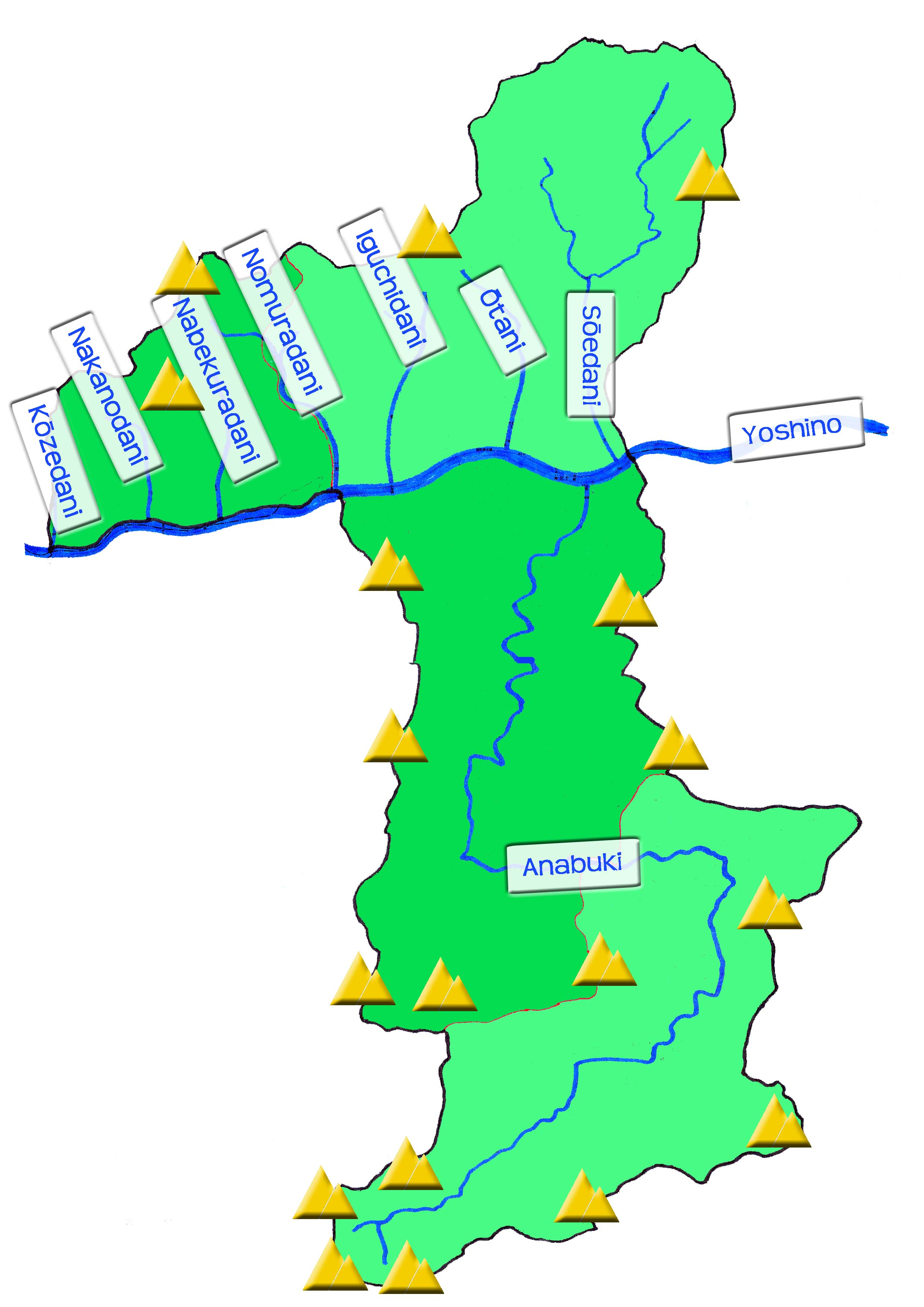
Rivieren in Mima

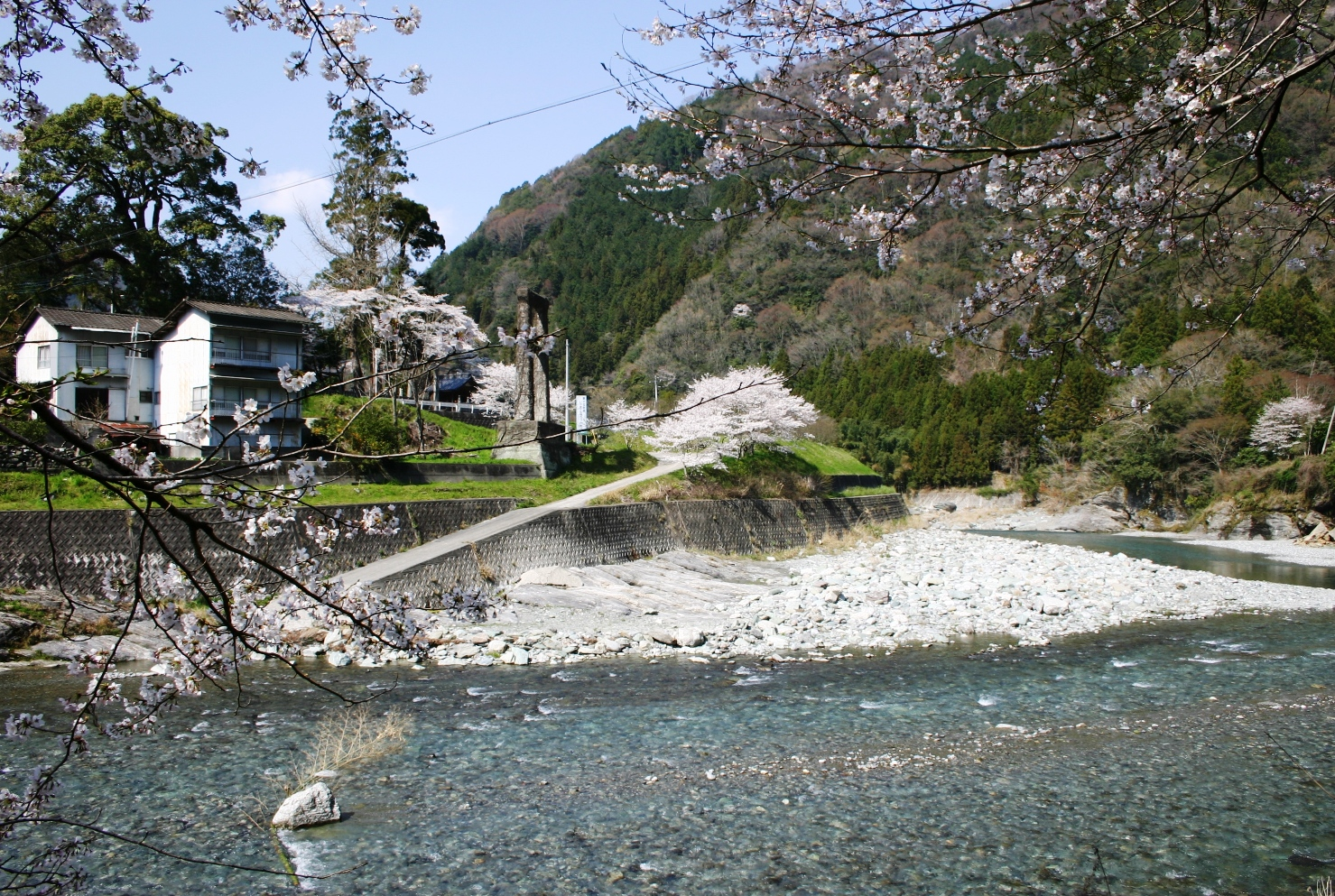
De Anabuki

(穴吹川, Anabuki-gawa) Dit is een “1e Klas Rivier” (一級河川, Ikkyū Kasen = een rivier die onderhouden wordt door het Rijk) en ontspringt in de berg Tsurugi in het zuiden van Mima, waarna hij zich noordwaarts een weg kronkelt door talloze beboste valleien, om uiteindelijk samen te komen met de rivier de Yoshino in het noorden van Mima. De lengte van de Anabuki is ongeveer 42 kilometer. De Anabuki is een uitermate schone en heldere rivier, en ontving als zodanig in 2007 van het Japanse Ministerie van Land, Infrastructuur en Transport (国土交通省, Kokudō Kōtsūshō) voor het twaalfde opeenvolgende jaar de erkenning “Schoonste Rivier van Shikoku met de Beste Waterkwaliteit” (四国一の清流, Shikoku-Ichi-no-Seiryū). Vanwege zijn schoonheid is de Anabuki menigmaal uitgekozen als filmlocatie voor televisiespotjes van verschillende grote Japanse bedrijven zoals Nissan (日産) en Itōen (伊藤園). Elke zomer wordt de Anabuki druk bezocht door toeristen die zijn oevers als kampeerstek gebruiken, alsook vissers die een maaltje "ayu" (鮎) of "amego" (アメゴ; ook wel "amago" genoemd)) aan de haak willen slaan. Tevens wordt jaarlijks op de eerste zondag van augustus het “Afdalen-per-Zelfgemaakt-Vlot-Kampioenschap” (穴吹川筏下り大会, Anabuki-gawa Ikada Kudari Taikai) gehouden.

### De Yoshino

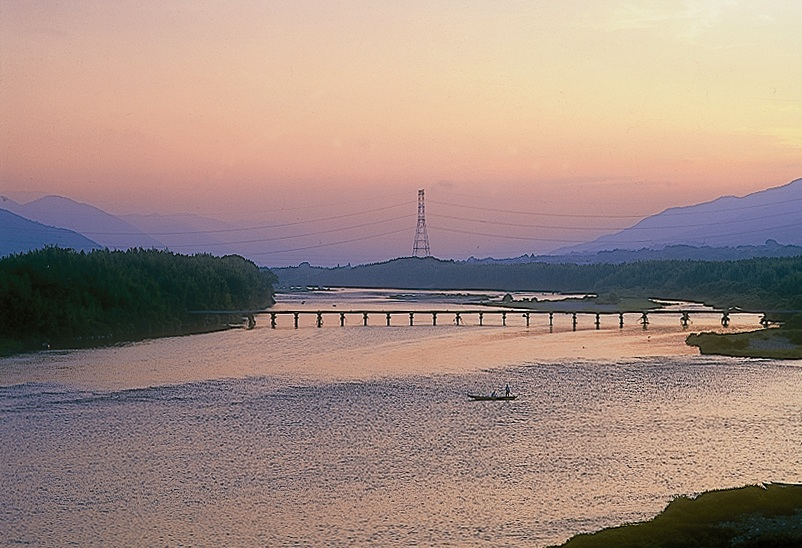
De Yoshino

(吉野川, Yoshino-gawa) Dit is een “1e Klas Rivier” (一級河川, Ikkyū Kasen) die ontspringt in de bergen van de prefectuur Kōchi (高知県, Kōchi-ken) in het zuiden van Shikoku. Hij stroomt van het zuiden naar het noorden, maakt halverwege zijn lengte een scherpe bocht naar rechts, stroomt oostwaarts door de prefectuur Tokushima (徳島県, Tokushima-ken), en mondt uit in de Seto Binnenzee (瀬戸内海, Setō Naikai). Met een lengte van 194 kilometer en een wateroppervlak van 3.750 km² behoort deze rivier tot een van Japans “Drie Grote Rivieren Die Regelmatig Buiten Hun Oevers Treden” (日本三大暴れ川, Nihon Sandai Abaregawa). Deze rivieren worden gezien als drie broers van wie de Yoshino de jongste is. Om deze reden wordt hij ook wel "Shikoku Saburō" genoemd (四国三郎, "Het Jongere Broertje uit Shikoku"). Broer nummer twee is rivier de Chikugo (筑後川, Chikugo-gawa), ook wel "Chikushi Jirō" genoemd (筑紫次郎, "Oudere Broer uit Chikushi"). Broer nummer drie is de rivier de Tone (利根川, Tone-gawa) oftewel "Bandō Tarō" (坂東太郎, "Oudste Broer uit Bandō").

### De Sōedani
(曽江谷川, Sōedani-gawa)

### De Ōtani

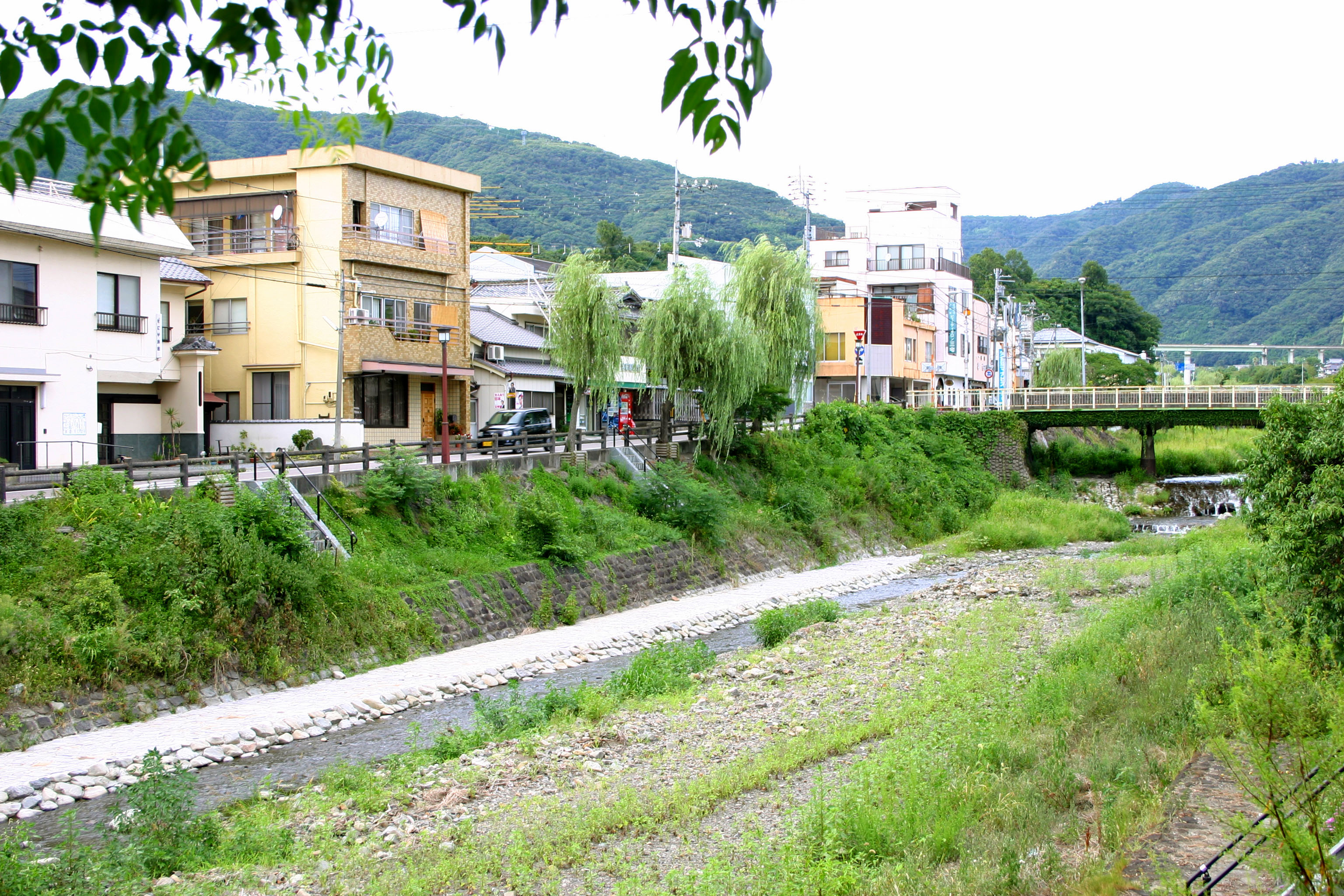
De Ōtani

(大谷川, Ōtani-gawa)

### De Iguchidani
(井口谷川, Iguchidani-gawa)

### De Nomuradani
(野村谷川, Nomuradani-gawa)

### De Nabekuradani
(鍋倉谷川, Nabekuradani-gawa)

### De Nakanodani
(中野谷川, Nakanodani-gawa)

### De Kōzedani
(高瀬谷川, Kōzedani-gawa)

## Bergen
Hieronder volgt een overzicht van de hoogste bergen in Mima.

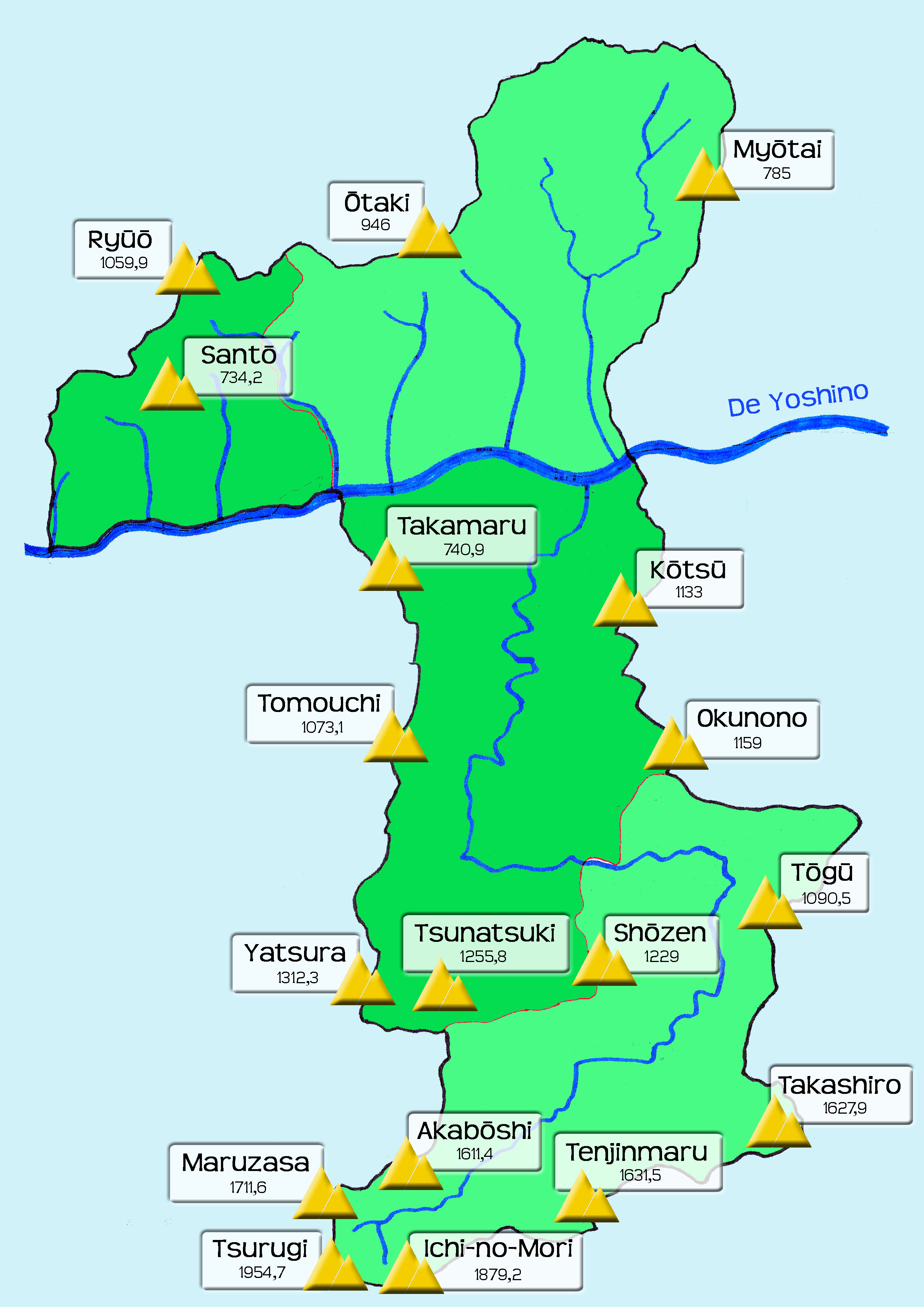
Bergen in Mima

### De Tsurugi
(剣山, Tsurugi-san / Ken-zan; hoogte = 1954,7 m) De Tsurugi ligt in het meest zuidelijke puntje van Mima in het Shikoku Berg District (四国山地, Shikoku Sanchi), en wordt gezien als een van de “100 Beroemdste Bergen van Japan” (日本百名山, Nihon Hyakumeisan). Hij is met een hoogte van 1.955 meter de een na hoogste berg van West-Japan, en staat ook weids bekend als een heilige berg (霊峰, Reihō) die mensen beklimmen om op te bidden. In 1964 werd de Tsurugi uitgeroepen tot “Quasi-Nationaal Park” (国定公園, Kokutei Kōen), en vandaag de dag wordt hij beklommen door meer dan 100.000 bezoekers per jaar, hetgeen wordt vergemakkelijkt door de aanwezigheid van skiliften waarmee jong en oud de top kunnen bereiken. Op een heldere dag kun je vanaf de top de Seto Binnenzee (瀬戸内海, Setō Naikai) zien, en op extreem heldere dagen zelfs de berg Daisen (大山) in de prefectuur Tottori (鳥取県, Tottori-ken).

### De Ichi-no-Mori
(一ノ森; hoogte = 1879,2 m)

### De Maruzasa
(丸笹山, Maruzasa-yama; hoogte = 1711,6 m)

### De Tenjinmaru
(天神丸; hoogte = 1631,5 m)

### Takashiro
(高城山, Takashiro-yama; hoogte = 1627,9 m)

### De Akabōshi
(赤帽子山, Akabōshi-san; hoogte = 1611,4 m)

### De Yatsura
(八面山, Yatsura-san; hoogte = 1312,3 m)

### De Tsunatsuki
(綱付山, Tsunatsuki-yama; hoogte = 1255,8 m)

### De Shōzen
(正善山, Shōzen-yama; hoogte = 1229 m)

### De Okunono
(奥野々山, Okunono-yama; hoogte = 1159 m)

### De Kōtsū
(高越山, Kōtsū-san; hoogte = 1133 m)

### De Tōgū
(東宮山, Tōgū-san; hoogte = 1090,5 m)

### De Tomouchi
(友内山, Tomouchi-san; hoogte = 1073,1 m)

### De Ryūō
De berg Ryūō (龍王山, Ryūō-san; hoogte = 1059,9 m) bevindt zich in het noorden van Mima en wordt bewoond door enkele tientallen gezinnen. De top van de berg is bezaaid met wandelpaden, parken en thematische bossen met namen als Vogelbos (野鳥の森, Yachō-no-mori), Relaxbos (憩いの森, Ikoi-no-mori) en Ontdekkingsbos (探索の森, Tansaku-no-mori), en ook bevindt zich hier de Ryūō-schrijn alsook een uitkijktoren met rondom uitzicht over de omgeving.

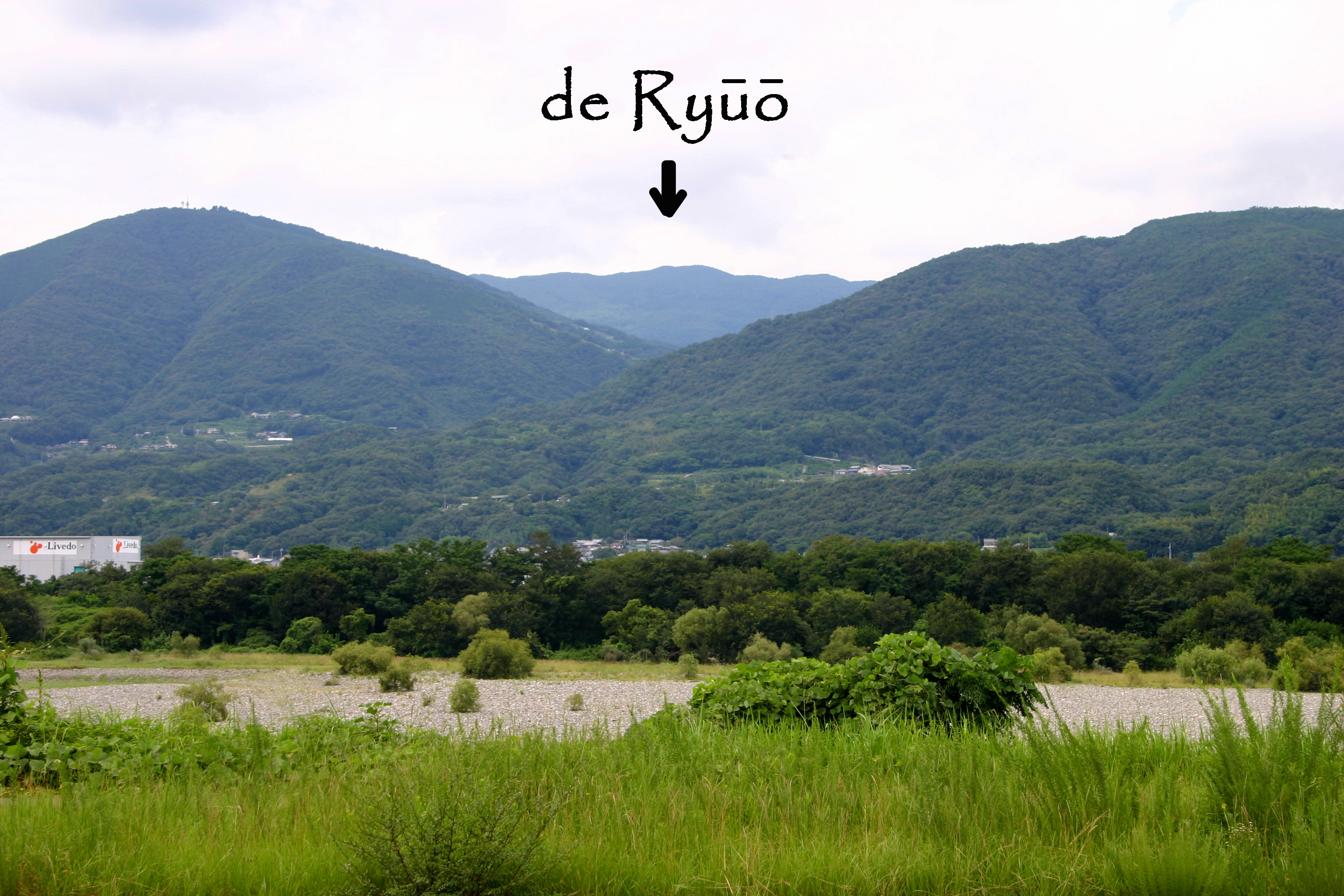
De Ryūō
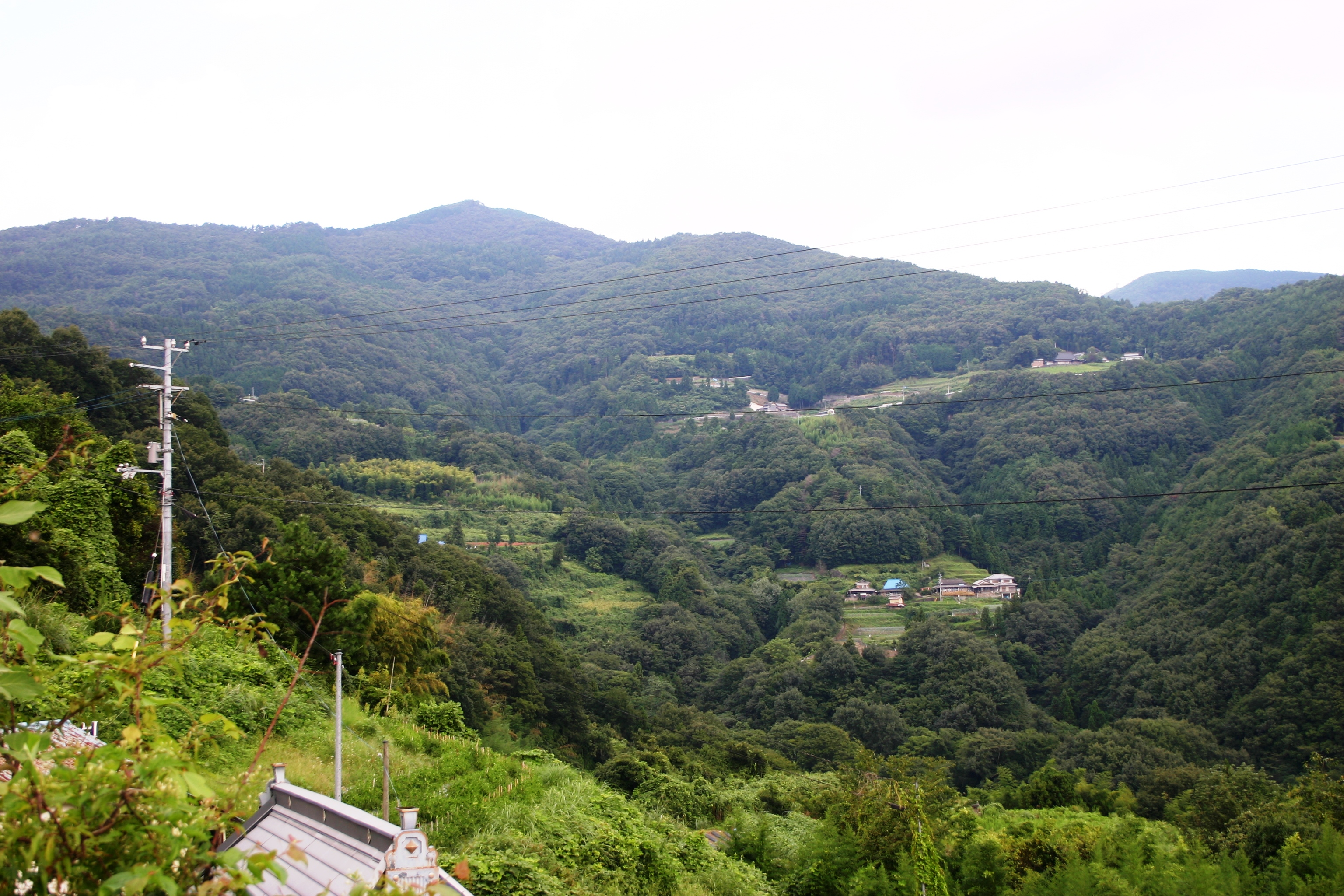
De Ryūō (2)
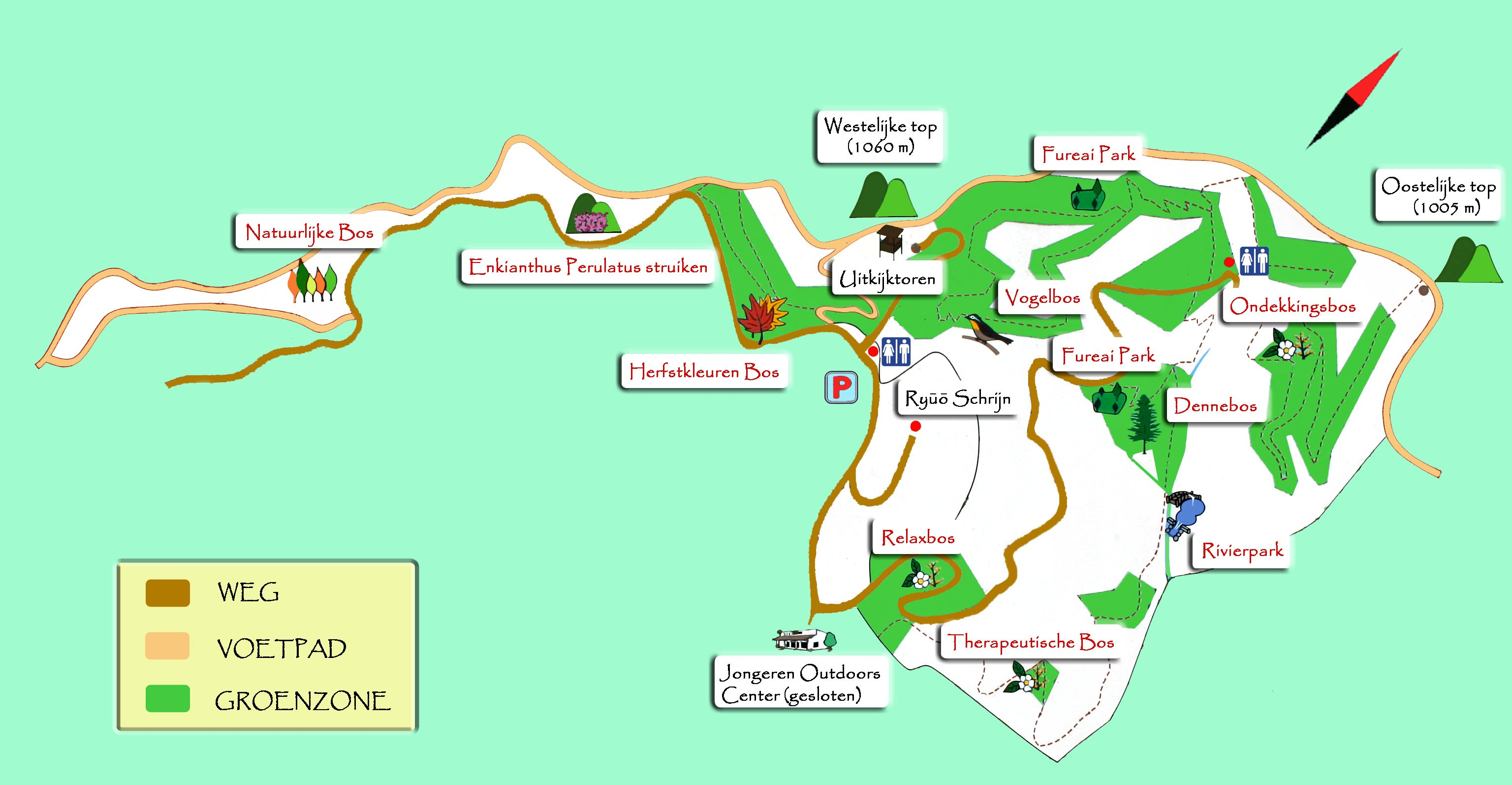
Parken op de Ryūō
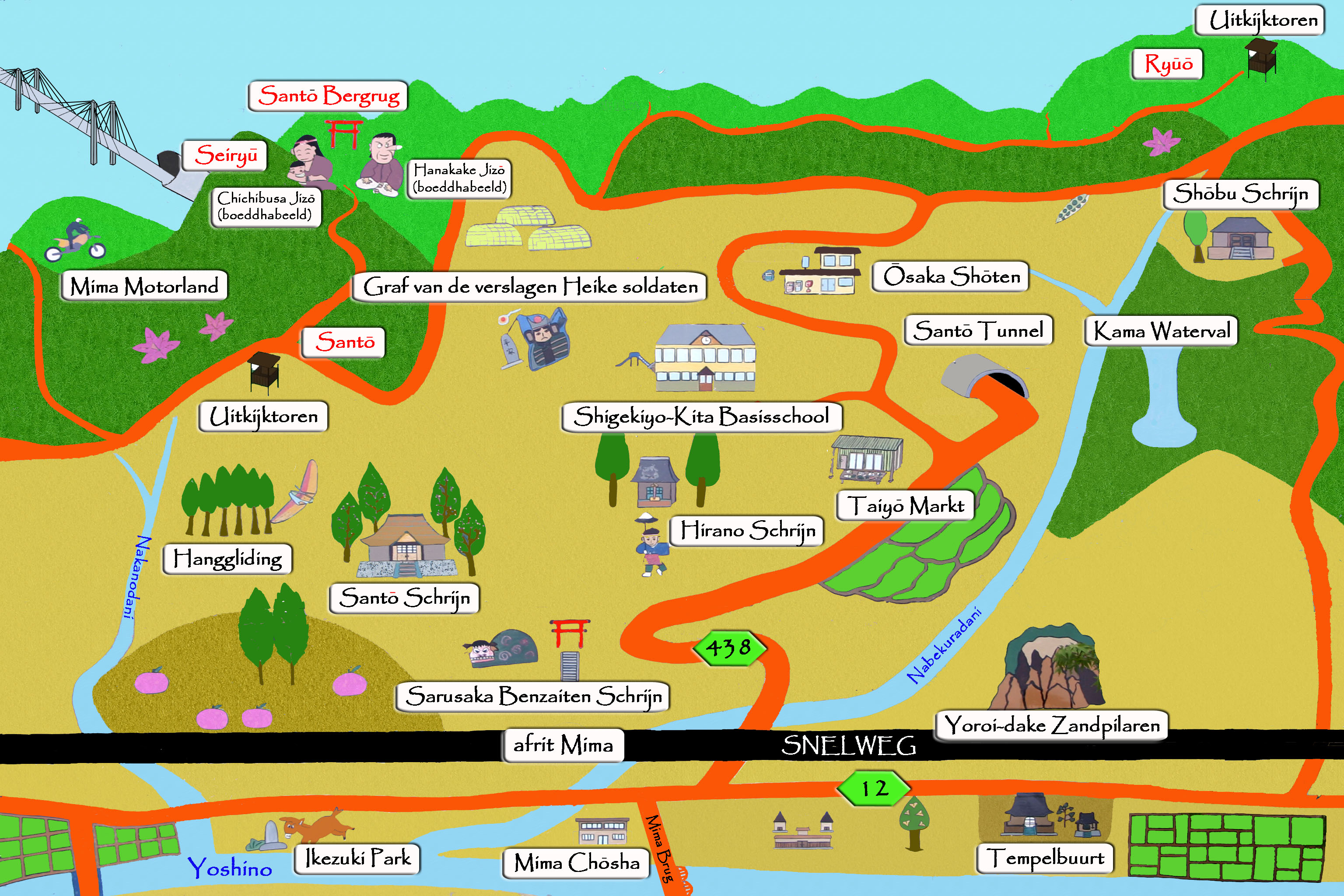
Het gebied van de Ryūō en Santō

### De Ōtaki
(大滝山, Ōtaki-san; hoogte = 946 m) Deze berg bevindt op de scheidslijn van de steden Mima en Takamatsu, midden in het Sanukigebergte (讃岐山脈, Sanuki Sanmyaku), en is per auto goed begaanbaar. Vanaf de top van deze berg, waar zich de Nishiteru Schrijn (西照神社, Nishiteru-jinja) en Shingon (真言宗, Shingon-shū) boeddhistische Ōtaki Tempel (大瀧寺, Ōtaki-ji) bevinden, heeft men op een heldere dag een goed uitzicht op Takamatsu.

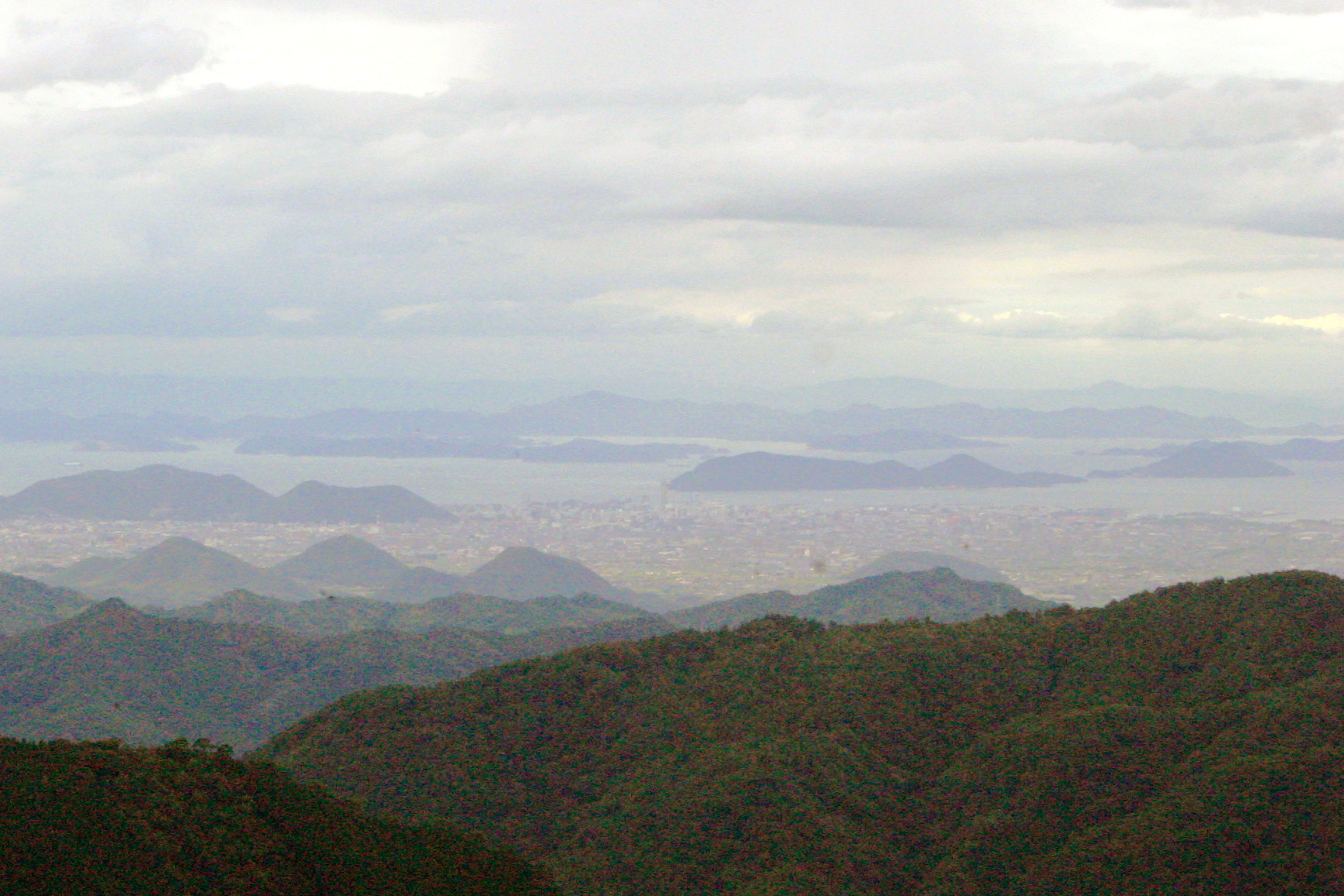
Uitzicht op Takamatsu vanaf de Ōtaki
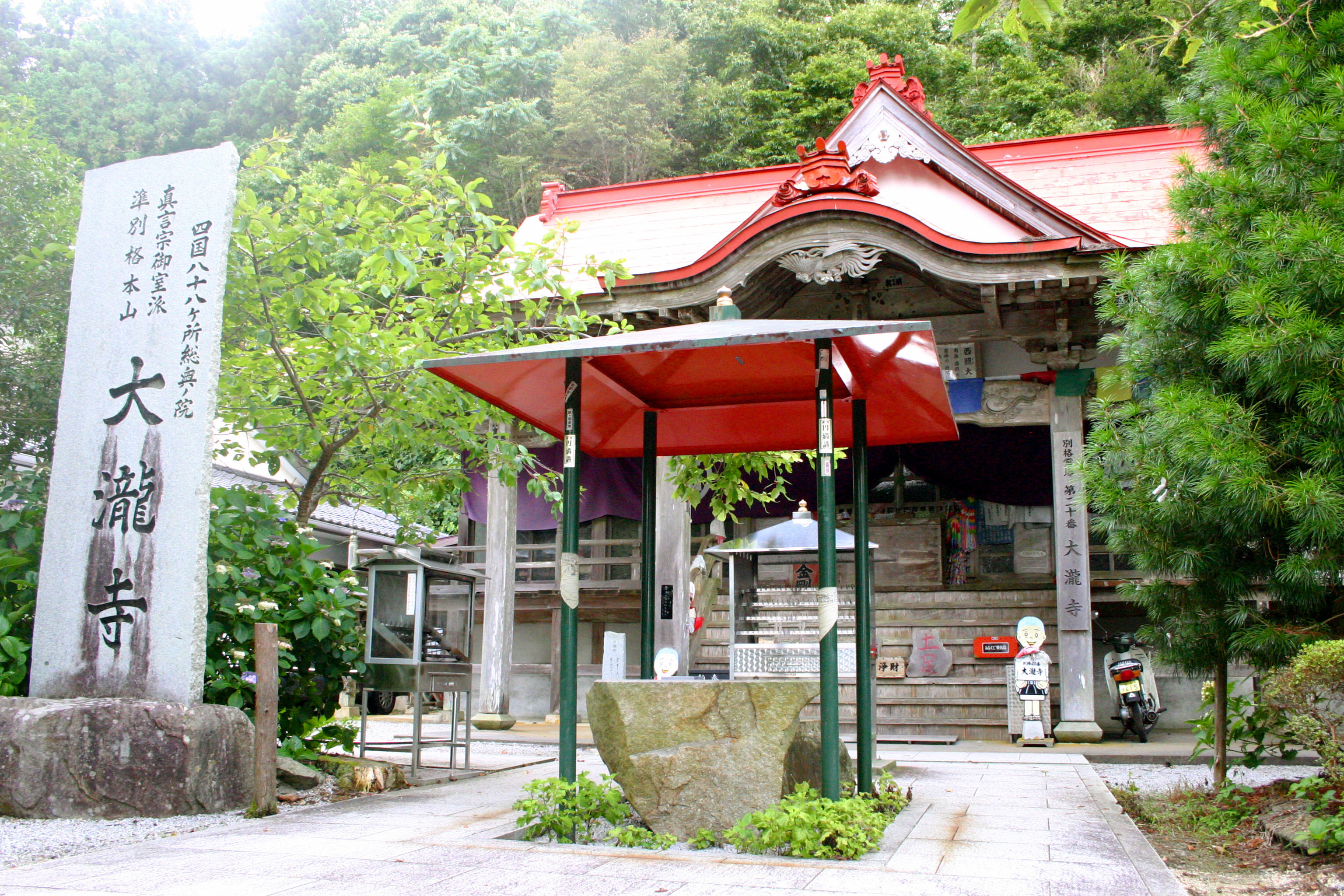
Ōtaki Tempel
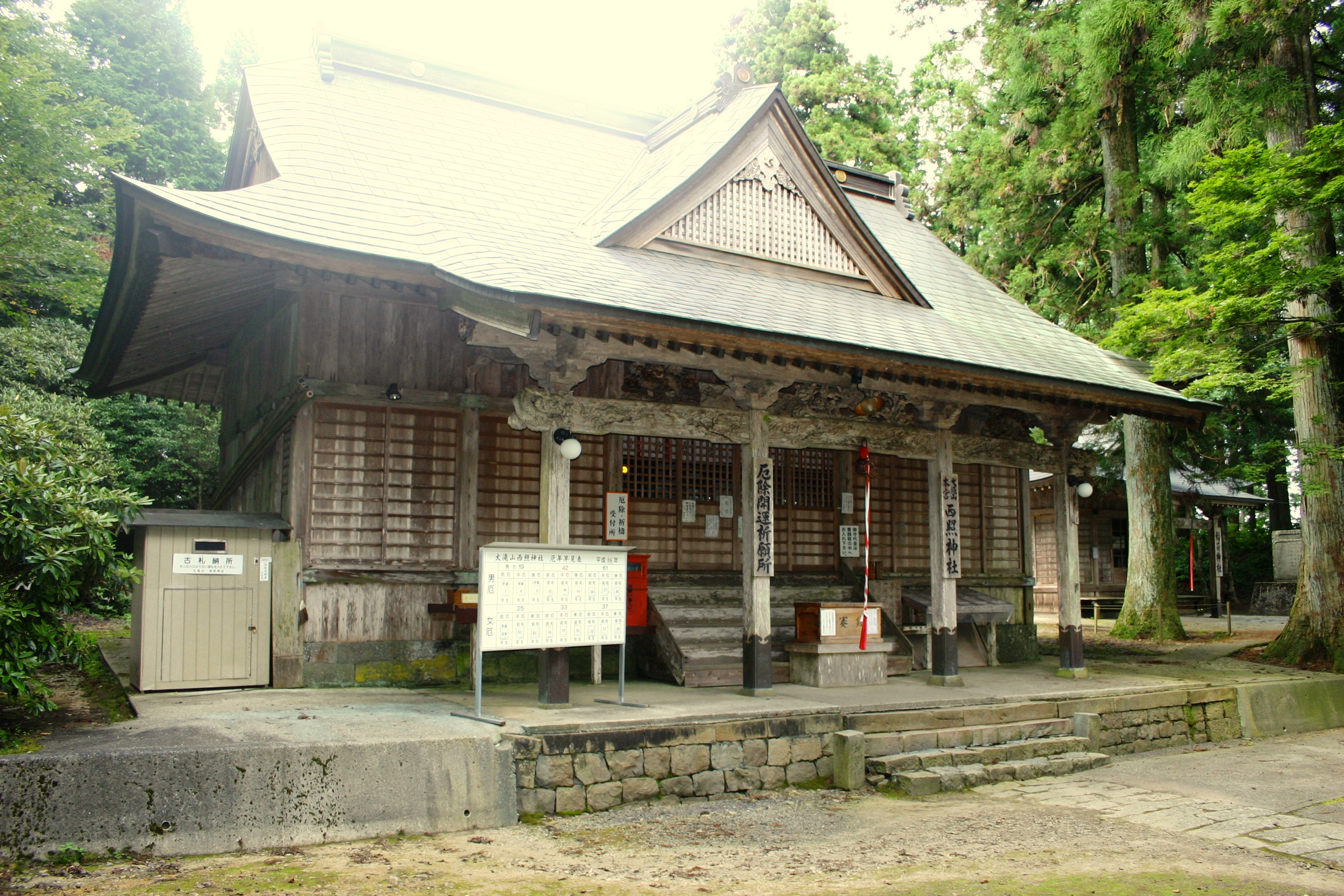
Nishiteru Schrijn
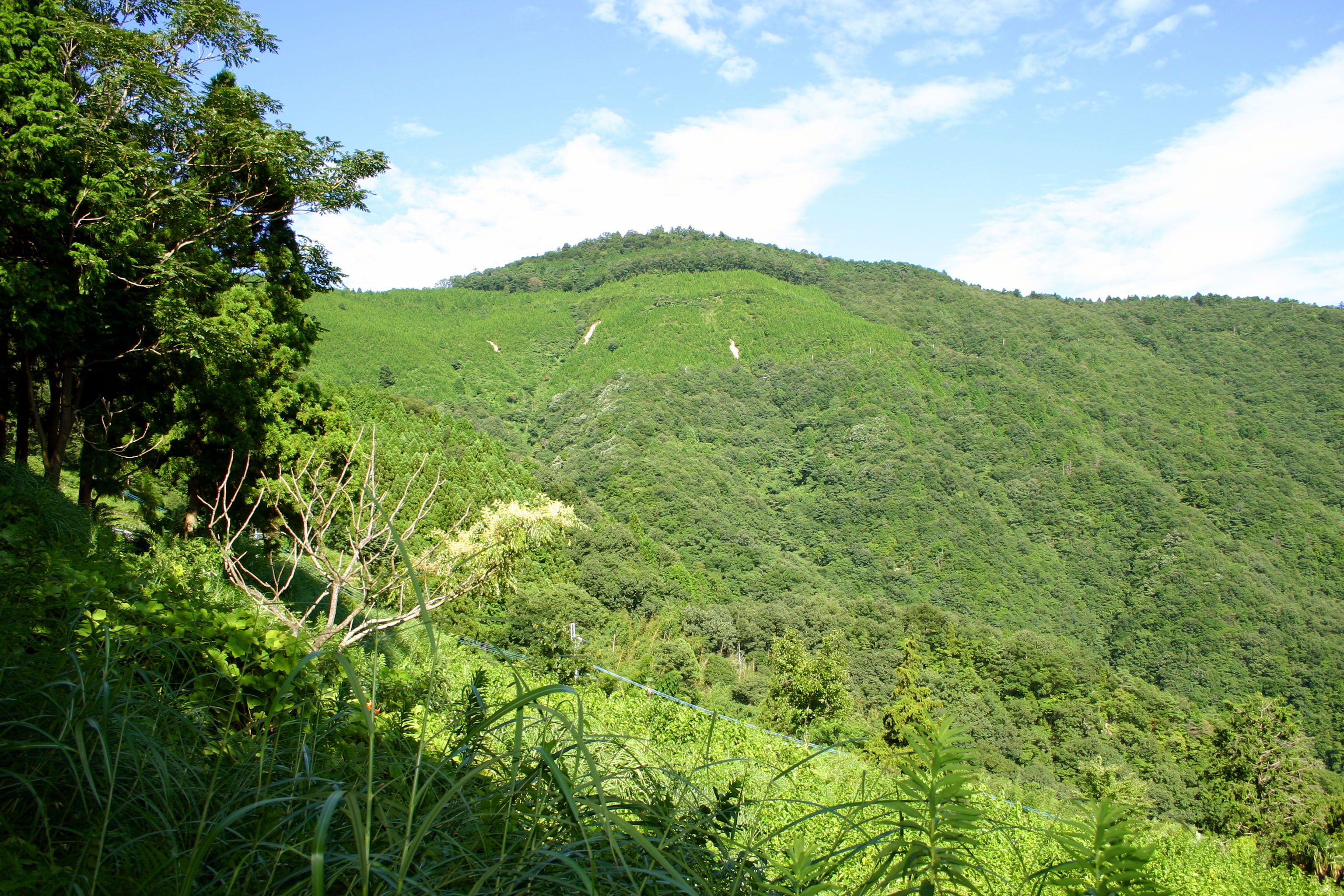
De Myōtai (785 m)

### De Myōtai
(妙体山, Myōtai-san; hoogte = 785 m) Deze berg bevindt zich in noordoost Mima, wordt weinig bewoond, en de top van deze berg is moeilijk te bereiken vanwege de grote hoeveelheid steenpuin op de weg, afkomstig van de aan-de-weg-gelegen steile berghelling die afbrokkelt na zware regenval. De bebossing op deze berg is bestemd voor de commerciële houtkap.

### De Takamaru
(高丸; hoogte = 740,9 m)

### De Santō
De berg Santō (三頭山, Santō-san; hoogte = 734,2 m) in het noorden van Mima is per auto goed bereikbaar en wordt bewoond door een paar honderd mensen, voornamelijk boeren. Op de top van deze berg bevinden zich een aantal door vrijwilligers onderhouden parken met idyllische namen als Relaxbos (憩いの森, Ikoi-no-mori), Natuurlijke Bos (自然の森, Shizen-no-mori) en Biotopenbos (ビオトープの森, Biotoopu-no-mori). Ook zijn er nog een aantal uitkijktorens te vinden (waarvan er zich één bevindt op het afsprongterrein voor paragliders en hanggliders) en is er een Shinto-schrijn genaamd Santō Schrijn (三頭神社, Santō-jinja) die behoorlijk in verval is geraakt. Vanaf de zuidkant van deze berg heeft men een goed uitzicht over rivier de Yoshino.

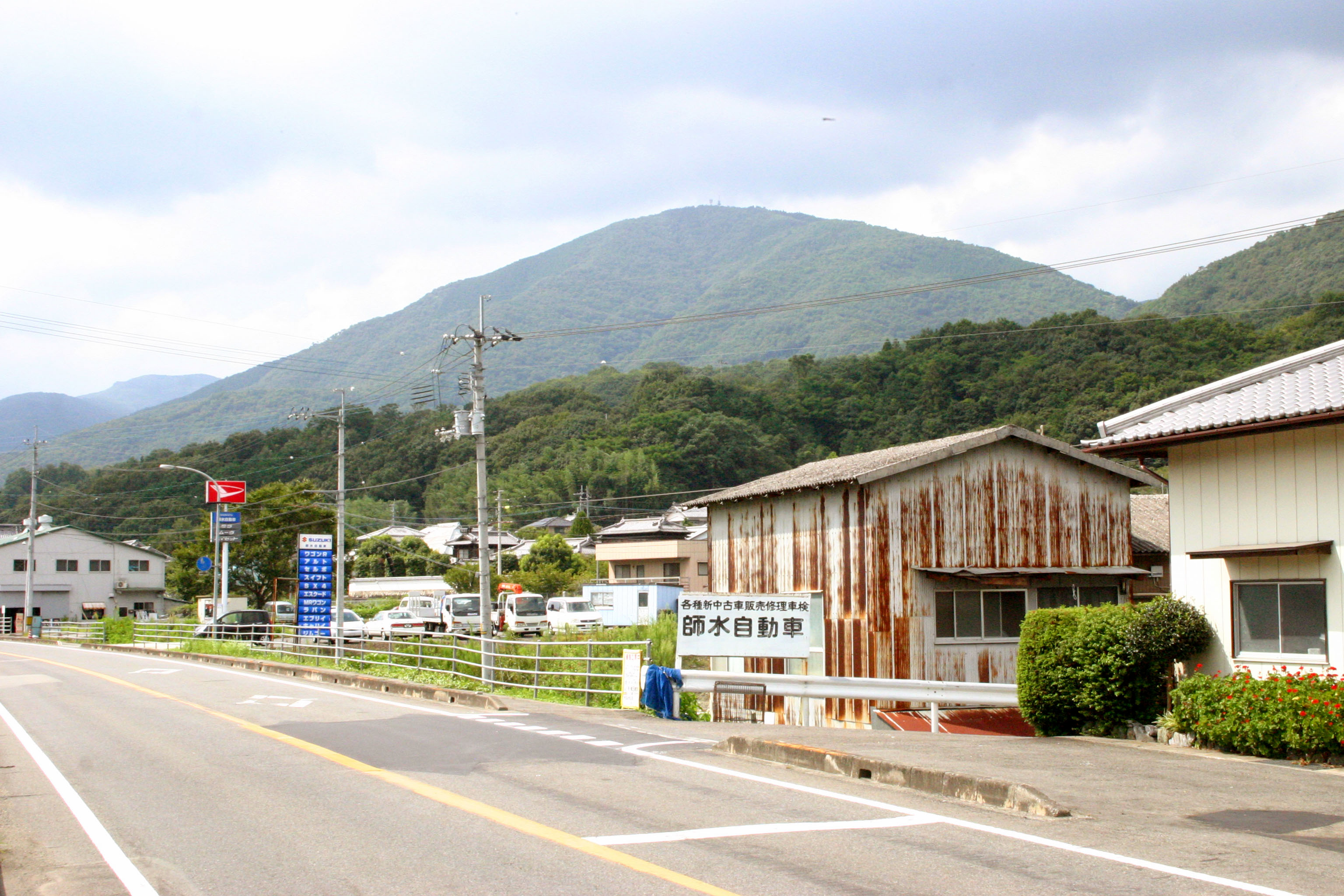
De Santō (734,2 m)
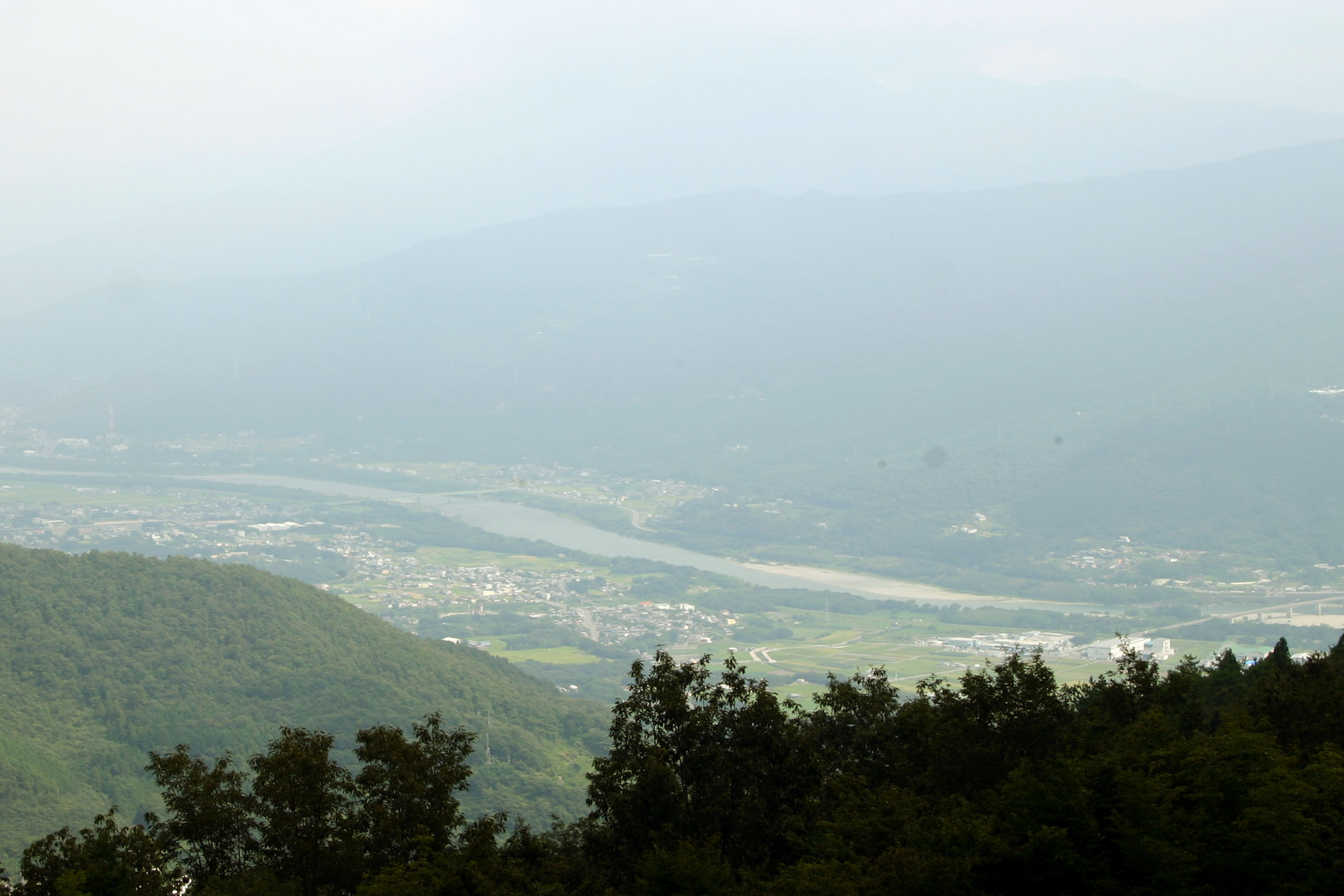
Uitzicht vanaf de Santō op de Yoshino
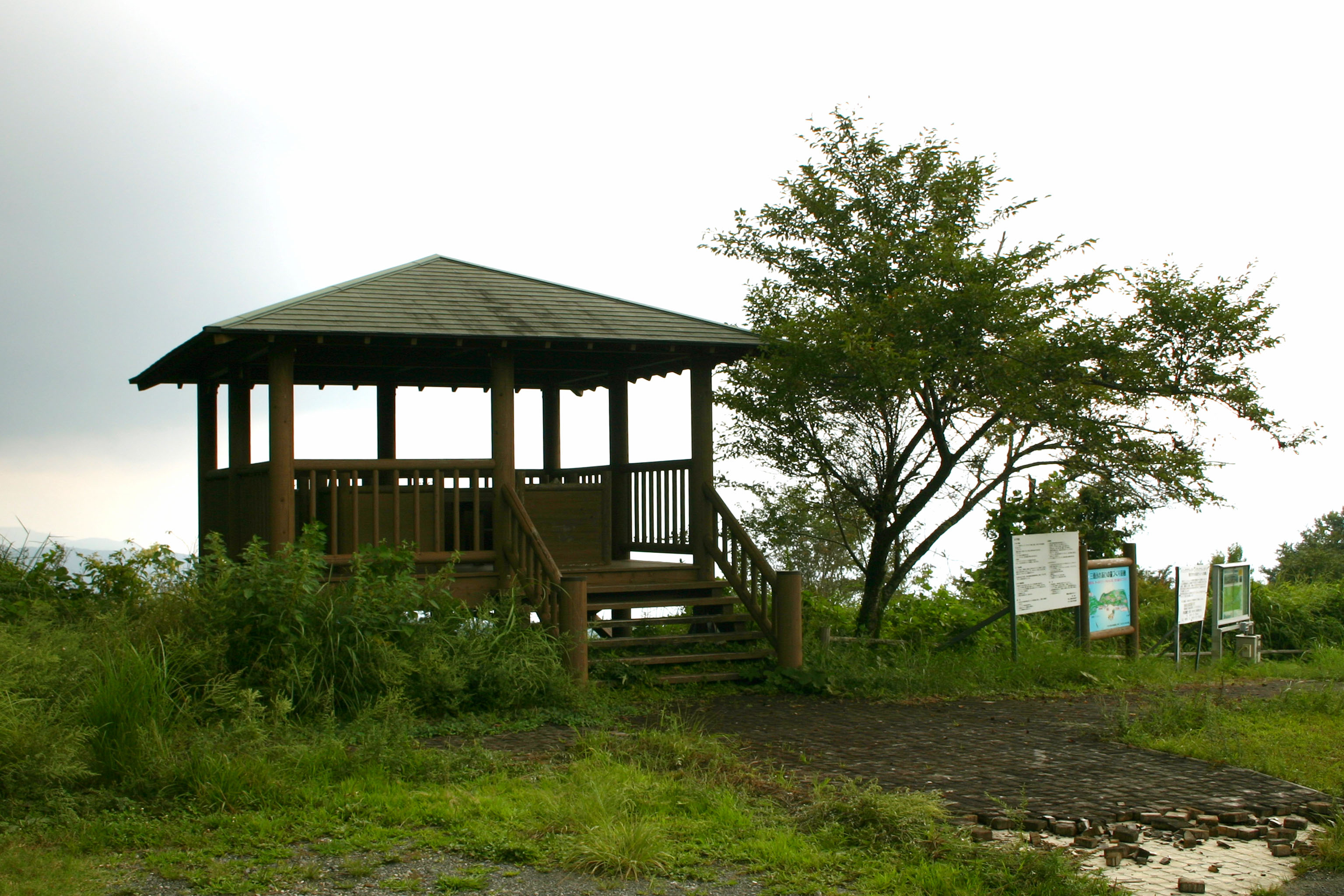
Uitkijktoren op de Santō
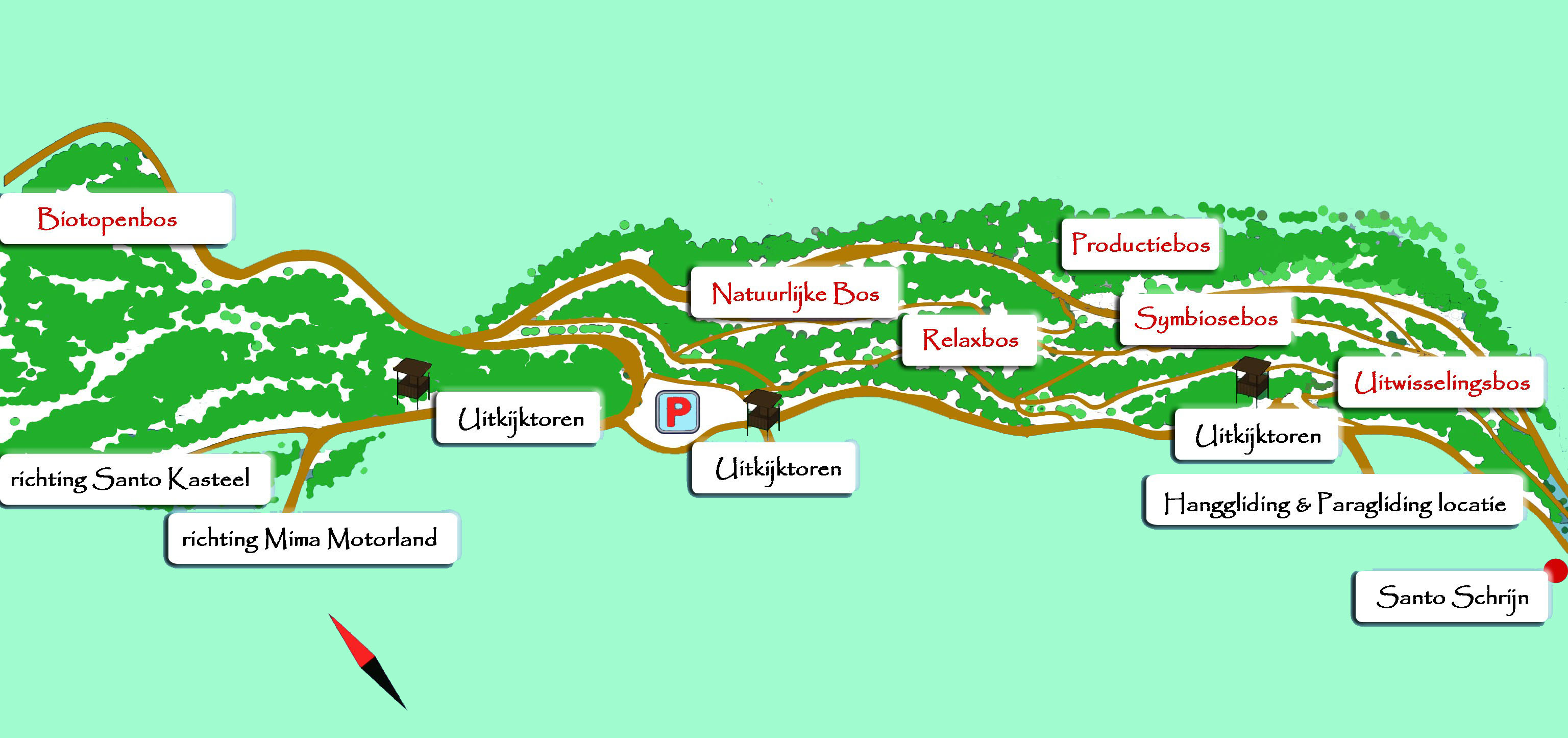
Parken op de Santō

## Passen en plateaus

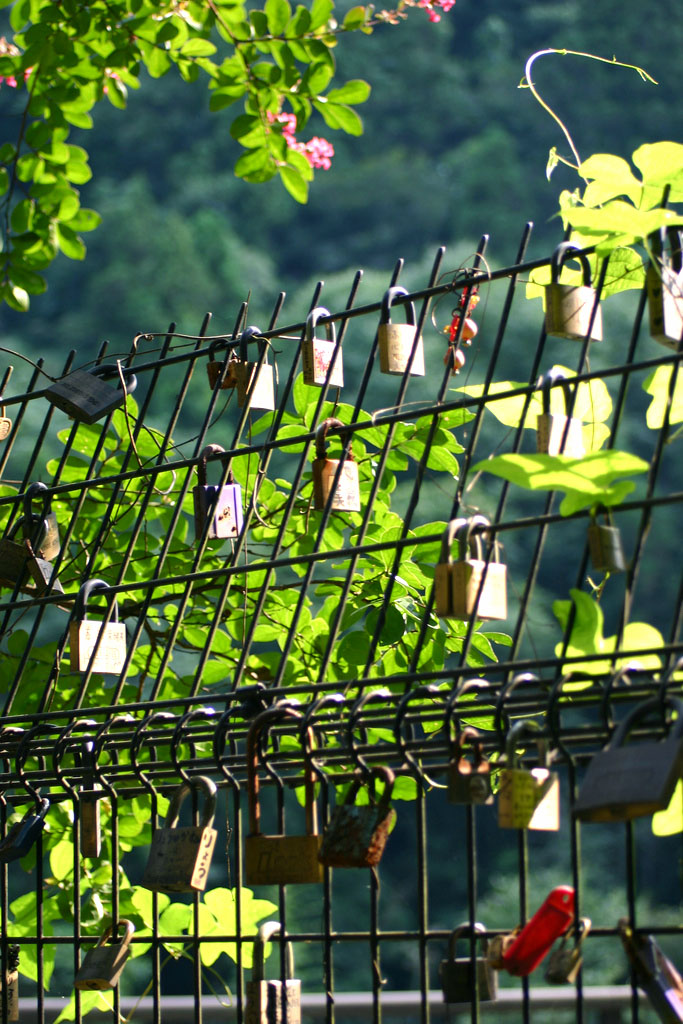
Bergpas der Geliefden

### Bergpas der Geliefden
(恋人峠, Koito Tōge) Volgens legendes vluchtte de Heike-clan (oftewel 平, Taira) na hun verloren strijd tegen de Genji-clan (oftewel 源, Minamoto) in de Genpei-oorlog (源平合戦, Genpei Kassen = 1180-1185 n. Chr.) naar dit gewest genaamd Awa (tegenwoordig Tokushima). Echter, toen de jonge en nobele dochters van deze clan - die in het kielzog achter de hoofdgroep aanliepen - arriveerden bij deze bergpas barstten zij in tranen uit bij het zien van dit ruige, haast onoverkomelijke terrein dat zij moesten doorkruisen. Tegenwoordig is deze bergpas een plaats waar geliefden komen bidden voor een gelukkige toekomst samen, en een slot vastklikken aan het hekwerk om symbolisch hun liefde te bezegelen.

### Nakoyama Plateau

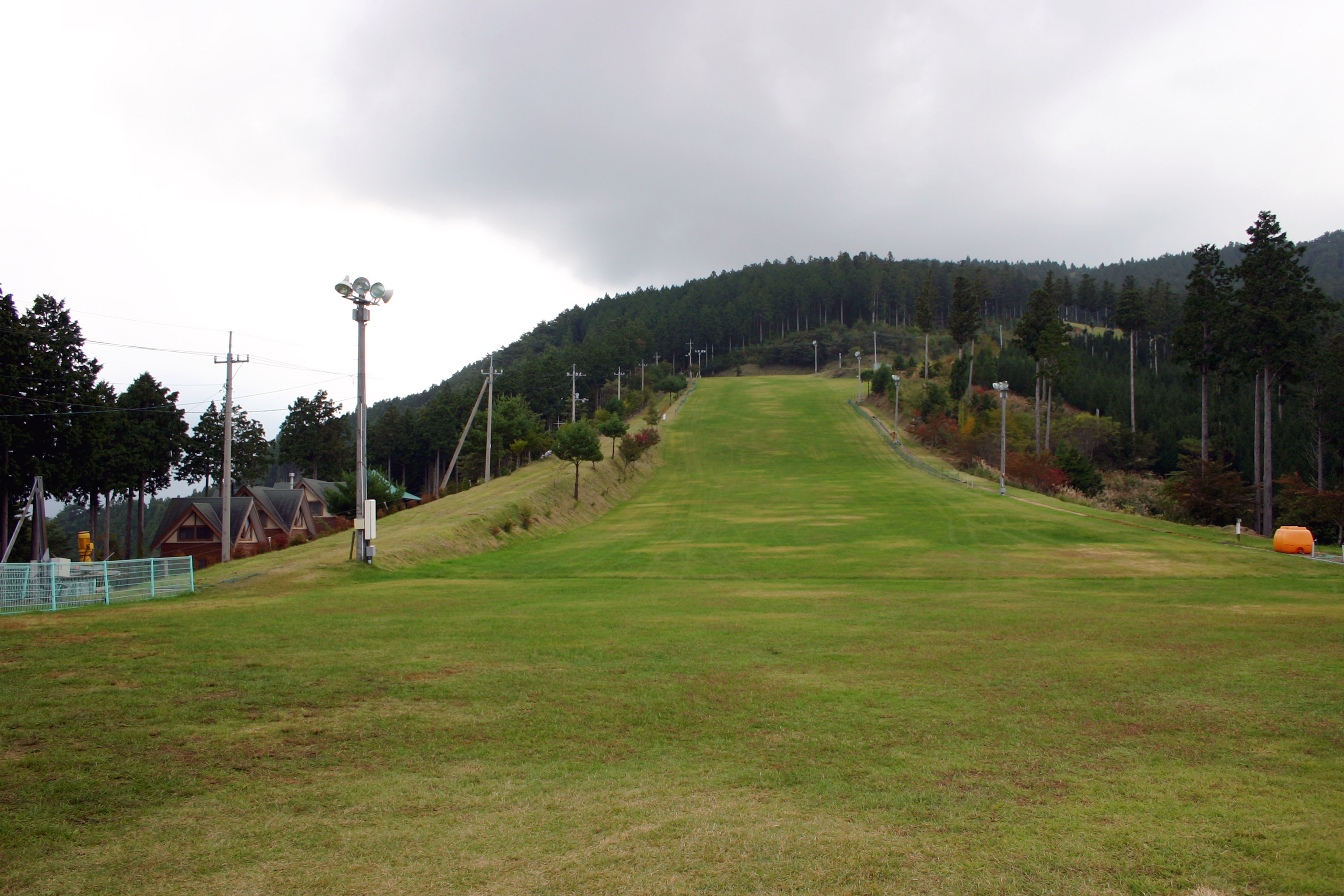
Grasski-helling van het Nakoyama Plateau

(中尾山高原, Nakoyama Kōgen) Dit Plateau strekt zich uit in noordoostelijke richting vanaf de bergen Minokoshi (見ノ越, Minokoshi) en Akabōshi (赤帽子山, Akabōshi-san) ten noordoosten van de Tsurugi (剣山, Tsurugi-san), op een hoogte van 1.000 meter boven zeeniveau. Vanaf dit plateau midden in de natuur kan men genieten van een 360 graden panoramauitzicht op de omliggende bergen, en van buitensport-activiteiten als wandelen en kamperen, waarvoor voorzieningen zoals blokhutten, bungalows en een autokampeerterrein zijn gebouwd. De grasski-helling die zich op dit plateau bevindt geniet bovendien een nationale en internationale bekendheid vanwege de hoge kwaliteit van de baan, en ook vanwege de internationale grasski-kampioenschappen die hier elk jaar in de zomer worden gehouden.

## Parken

### Ikezuki-park
(池月公園, Ikezuki Kōen)

### Ikoinoen-park
(憩の苑, Ikoi-no-en)
Vredestuin

### Nanmatsunooka-park
(寺町公園なんまつの丘, Teramachi Kōen Nanmatsu-no-Oka)

### De-Rijke-park
(デ・レイケ公園, De-Reike Kōen)

### Hakkotsurin
(白骨林, Hakkotsurin)
Woud-der-skeletten

### Fureai-park
(ふれあい広場, Fureai Hiroba)

### Fureai-park langs de Yoshino
(吉野川河畔ふれあい広場, Yoshino-gawa kahan Fureai Hiroba)

## Kersenbloesem

### Yamazakuravan Uchida
(内田のヤマザクラ, Uchida-no-Yamazakura)

### Edohinganzakuravan Uchida
(内田のエドヒンガンザクラ, Uchida-no-Edohinganzakura)

### Shidarezakuravan de Kawai-pas
(川井峠のシダレザクラ, Kawai-Tōge-no-Shidarezakura)

### Kersenbloesem van de Yaoyorozu-no-Kami-no-Goten Schrijn
(八百萬神之御殿のサクラ, Yaoyorozu-no-Kami-no-Goten-no-Sakura)
N.B. Kersenbloesemseizoen in Mima = eind maart ~ begin april

## Fruit plukken

### Nakagawa Appeltuin
(中川園, Nakagawa-en)
Appelsoort: Iitaka Tsuruga en Sansa
Plukseizoen: midden augustus ~ eind september

### Kanezaki Appeltuin
(金崎園, Kanezaki-en)
Appelsoort: Tsugaru
Plukseizoen: midden augustus ~ eind september

### Shidehara Blauwebessentuin
(しではらブルーベリー園, Shidehara Buruuberii-en)
Bessensoort: Florida Star, Reveille etc.
Plukseizoen: midden juni ~ midden augustus

### Berry Berry Farm Wakimachi
(ベリーベリーファームわきまち, Berii Berii Faamu Wakimachi) = blauwe bessen
Plukseizoen: midden juni ~ midden augustus

### Nakoyama Kastanjepark
(中尾山栗園, Nakoyama Kuri-en)
Plukseizoen: midden september ~ eind september

## Watervallen

### Kanjō Waterval
(閑定の滝, Kanjō-no-Taki)

## Activiteiten

### Mima Motorland
(美馬モーターランド, Mima Mootaarando)

### Mima Vliegsport
(美馬スカイスポーツ, Mima Sukai Supootsu)

### Shikoku Country Club
(四国カントリークラブ, Shikoku Kantorii Kurabu)

### Amego (Amago) Visvijver
(アメゴ（アマゴ）釣り堀, Amego (Amago) Tsuribori)

## Japanse periodes die voorkomen in dit artikel
| Periode           | Japanse Schrijfwijze | Japanse Uitspraak | (...van...) - (...tot...) n. Chr. |
| ----------------- | -------------------- | ----------------- | --------------------------------- |
| Kofun periode     | 古墳時代             | Kofun-jidai       | ±250 - ±700                       |
| Hakuhōki          | 白鳳期               | Hakuhōki          | midden 7e - begin 8e eeuw         |
| Nara periode      | 奈良時代             | Nara-jidai        | 710-784                           |
| Heian periode     | 平安時代             | Heian-jidai       | 794-1185                          |
| Tenchō            | 天長                 | Tenchō            | 824-835                           |
| Fujiwara periode  | 藤原時代             | Fujiwara-jidai    | 894-1185                          |
| Tenshō            | 天承                 | Tenshō            | 1131-1132                         |
| Kamakura periode  | 鎌倉時代             | Kamakura-jidai    | 1185-1333                         |
| Muromachi periode | 室町時代             | Muromachi-jidai   | 1336-1573                         |
| Sengoku periode   | 戦国時代             | Sengoku-jidai     | ±1467- ±1568                      |
| Edo periode       | 江戸時代             | Edo-jidai         | 1603-1867                         |
| Bunkyū            | 文久                 | Bunkyū            | 1861-1864                         |
| Meiji periode     | 明治時代             | Meiji-jidai       | 1868-1911                         |
| Taishō periode    | 大正時代             | Taishō-jidai      | 1912-1925                         |
| Shōwa periode     | 昭和時代             | Shōwa-jidai       | 1926-1988                         |